# Катастрофа Ту-154 в Смоленске
Катастрофа Ту-154 в Смоленске — крупная авиационная катастрофа, произошедшая 10 апреля 2010 года. Авиалайнер президентской делегации Ту-154М Воздушных сил Польши, выполнявший плановый рейс PLF101 по маршруту Варшава—Смоленск, рухнул на землю при заходе на посадку на аэродром Смоленск-Северный. Погибли все находившиеся на его борту 96 человек — 88 пассажиров и 8 членов экипажа; в их числе президент Польши Лех Качиньский и его супруга Мария Качиньская, а также известные польские политики, почти всё высшее военное командование и общественные и религиозные деятели. Они летели в Россию с частным визитом в качестве польской делегации на траурные мероприятия по случаю 70-й годовщины Катынского расстрела.
Катастрофа под Смоленском стала крупнейшей (по числу погибших) среди авиакатастроф, в которых погибали первые лица государства.
Расследованием российского Межгосударственного авиационного комитета (МАК) было установлено, что все системы самолёта до столкновения с землёй работали нормально; из-за тумана видимость на аэродроме была ниже допустимой для посадки, о чём экипаж рейса 101 был извещён. Расследование комиссии МАК пришло к выводу, что непосредственной причиной катастрофы стало непринятие экипажем своевременного решения об уходе на запасной аэродром при неоднократно и своевременно полученной информации о фактических метеоусловиях на аэродроме посадки значительно хуже установленных для этого аэродрома минимумов; снижение вне видимости наземных ориентиров до высоты, значительно ниже нормативной минимальной высоты ухода на второй круг (100 метров) с целью перехода на визуальный полет; и отсутствие должной реакции и требуемых действий при неоднократном срабатывании предупреждающего сигнала системы раннего предупреждения приближения земли (TAWS), а системными причинами катастрофы стали существенные недостатки в организации лётной работы и подготовке членов экипажа.
Комиссия по расследованию авиационных происшествий государственной авиации МВД Польши пришла к выводу, что причиной катастрофы стало снижение самолёта ниже допустимой высоты при чрезмерной скорости в метеорологических условиях, не позволяющих на визуальный контакт с землёй и позднее начало экипажем процедуры ухода на второй круг (комиссия установила, что это привело к столкновению самолёта с наземным препятствием, отрыву части левого крыла, потере управления самолёта и столкновению с землёй. В качестве факторов комиссия выделила ошибки экипажа и передачу руководителем зоны посадки неверной информации.
Подкомиссия по повторному расследованию при Министерстве национальной обороны Польши признала отчёт Комиссии МВД Польши недействительным и пришла к выводу, что причиной катастрофы являлись преднамеренные взрывы внутри самолёта. В расследовании утверждается, что ремонт самолёта проводился под контролем российских спецслужб, что позволило установить взрывное устройство. Впоследствии Сейм Республики Польша возложил ответственность за катастрофу на Россию.
В 2024 году Министерство национальной обороны Польши пояснило, что согласно правовому статусу, единственным обязательным документом, определяющим ход и причины катастрофы, следует считать отчёт Комиссии государственной авиации МВД Польши.

## Сведения о борте 101

### Самолёт

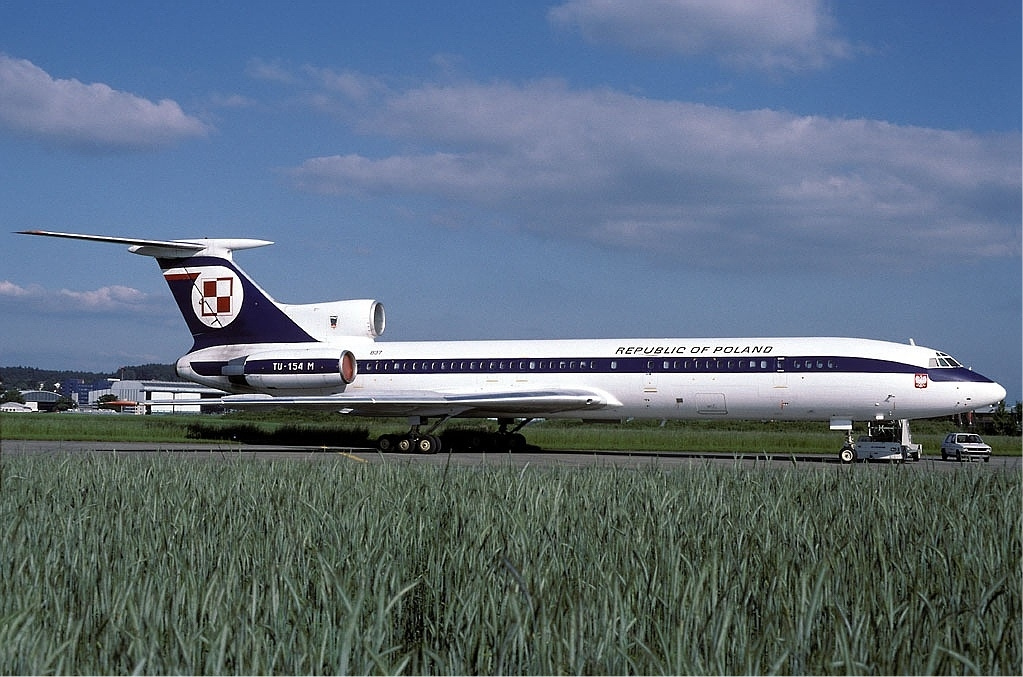
Разбившийся самолёт в 1994 году

Ту-154М (регистрационный номер 101, заводской 90A837, серийный 0837) был выпущен Куйбышевским авиационным производственным объединением (КуАПО) 29 июня 1990 года в СССР. Оснащён тремя двухконтурными турбореактивными двигателями Д-30КУ-154-II производства Рыбинского моторостроительного завода. 12 июля того же года был передан 36-му Специальному транспортному авиаполку Воздушных сил Польши; самолёт был окрашен в базовые цвета авиакомпании LOT с нанесёнными государственными символами Республики Польша на фюзеляже (REPUBLIC OF POLAND — RZECZPOSPOLITA POLSKA) и получил бортовой номер 837. В декабре 1996 года самолёт был перекрашен в бело-красные цвета национального флага Польши и получил бортовой номер 101. С 29 мая по 21 декабря 2009 года самолёт проходил третий капитальный ремонт на авиастроительном предприятии «Авиакор» в Самаре.
Как сообщил генеральный директор предприятия Алексей Гусев, на момент капитального ремонта с начала эксплуатации самолёт налетал 5004 часа и совершил 3823 цикла «взлёт-посадка» — для самолётов данного класса это немного. По завершении ремонта самолёту назначен срок службы 25 лет и 4 месяца, 6 лет — до следующего капитального ремонта. На моторостроительном заводе произведён капитальный ремонт всех трёх двигателей. Ремонт выполнялся согласно технической документации, утверждённой генеральным конструктором самолёта, без отклонений. После капитального ремонта лётчиком-испытателем Алексеем Гарасевичем осуществлены два полёта по 3-4 часа, у лётного состава не возникло нареканий к работе всех систем. Замечаний в ходе дальнейшей эксплуатации самолёта не поступало.
По данным на 24 марта 2010 года, наработка самолёта после ремонта составляла 124 часа и порядка 50 циклов «взлёт-посадка», никаких претензий не поступало. После выполнения ознакомительных полётов польские лётчики остались довольны самолётом и дали оценку «ОТЛИЧНО».
Всего на день катастрофы 19-летний авиалайнер совершил 3899 циклов «взлёт-посадка» и налетал 5143 часа. Предыдущий полёт перед последним рейсом в Смоленск был 8 апреля 2010 года по маршруту Варшава—Прага—Варшава, которым Дональд Туск был доставлен на церемонию подписания договора СНВ-III.

### Экипаж и пассажиры

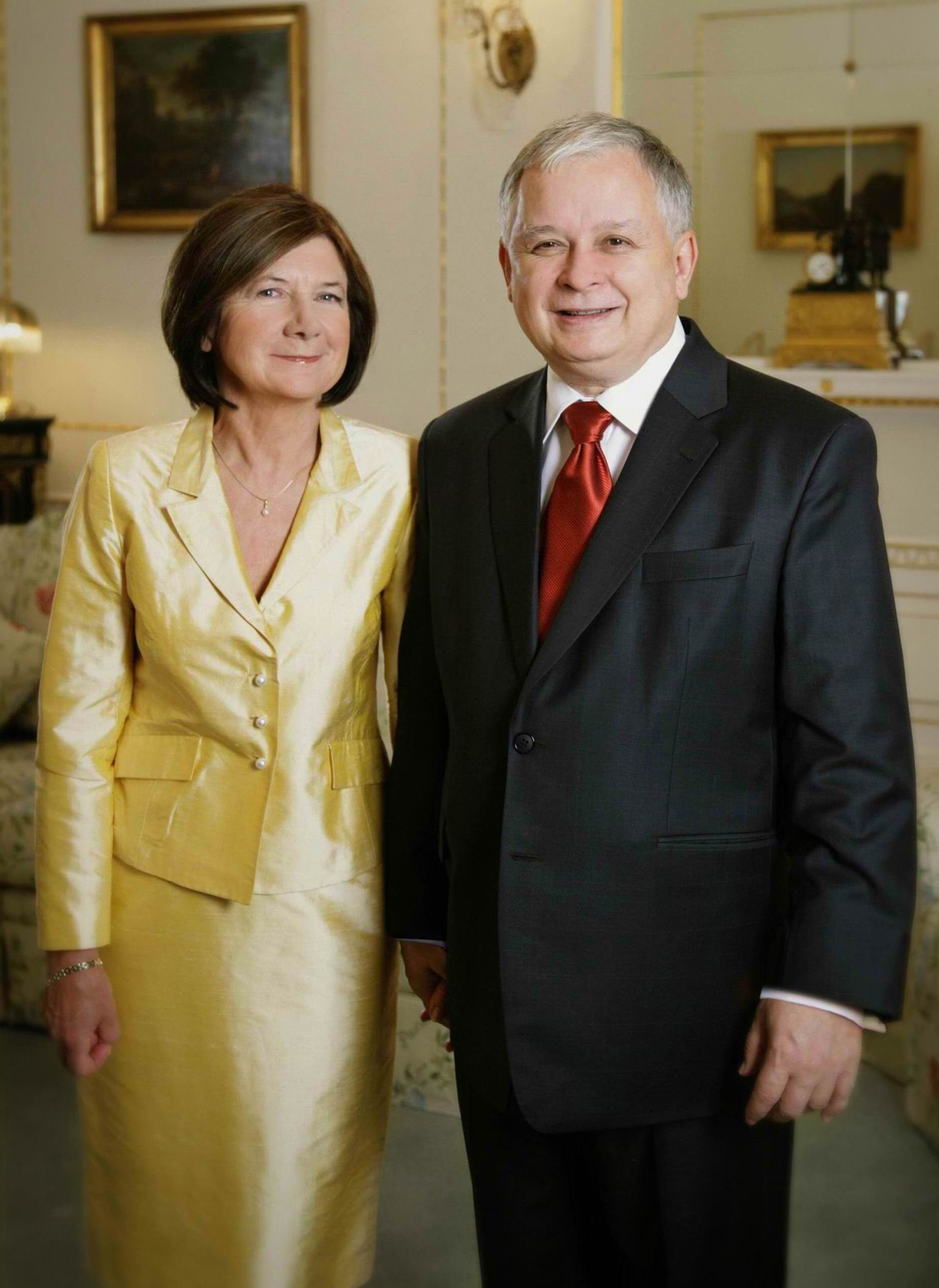
Лех и Мария Качиньские

На борту самолёта находились 96 человек — 8 членов экипажа и 88 пассажиров (изначально сообщалось о 132 пассажирах), среди которых были президент Польши Лех Качиньский с супругой. Ниже перечислены пассажиры самолёта, занимавшие государственные посты или являвшиеся общественными деятелями, а также деятелями культуры, искусства, науки и религии.

#### Экипаж
Самолётом управлял экипаж 36-го Специального транспортного авиаполка ВС Польши. Впоследствии в ходе расследования МАК польской стороной не было предоставлено подробной программы подготовки лётного состава. Регулярные периодические тренировки на тренажёре для отработки навыков взаимодействия и технологии работы экипажа, в том числе в особых случаях в полёте, не проводились.
Полёт выполнялся 4-членным составом экипажа: командир воздушного судна (КВС), второй пилот, штурман и бортинженер. В подразделении отсутствовала инструкция по взаимодействию и технологии работы членов экипажа для 4-членного состава экипажа. Полёты выполнялись с использованием РЛЭ самолёта, разработанного под минимальный состав экипажа: 3 пилота, без штурмана.
Лётный экипаж был окончательно сформирован за день до полёта, 9 апреля. Экипаж летел в таком составе второй раз, его состав был таким:
- Командир воздушного судна (КВС) — 35-летний капитан Аркадиуш Протасюк (пол. Arkadiusz Protasiuk). Управлял самолётами PZL TS-11 Iskra и Як-40. В должности командира Ту-154 — с 15 июля 2008 года (до этого управлял им в качестве штурмана и второго пилота). Налетал 3531 час, 2906 из них на Ту-154 (492 из них в качестве КВС)[27][28][29].
- Второй пилот — 36-летний майор Роберт Гживна[пол.] (пол. Robert Grzywna). Пилот 1-го класса, управлял самолётами PZL-130 Orlik[англ.], PZL TS-11 Iskra и Як-40. В должности второго пилота Ту-154 — с 18 декабря 2008 года. Налетал 1909 часов, 475 из них на Ту-154[27][28][29] (в том числе 193 часа — в качестве 2-го пилота, 281 — штурмана)[25].
- Штурман — 31-летний поручик Артур Зентек[пол.] (пол. Artur Ziętek). Управлял самолётами PZL-130, PZL TS-11 Iskra и Як-40. В должности штурмана Ту-154 — с 17 июня 2009 года. Налетал 1070 часов, 58 из них на Ту-154. При этом основной зафиксированный налёт был наработан в качестве второго пилота Як-40 и пилота PZL-130 Orlik и PZL TS-11 Iskra[27][28][29].
- Бортинженер — 36-летний хорунжий Анджей Михаляк[пол.] (пол. Andrzej Michalak). В должности бортинженера Ту-154 — с 7 июля 2008 года. Налетал 329 часов, все на Ту-154[28].

Согласно выводу польской комиссии, в день вылета из состава лётного экипажа только бортинженер имел действительный допуск к выполнению полётов на Ту-154. Формирование лётного экипажа производилось с нарушениями действующих инструкций и нормативных актов. У штурмана был перерыв в управлении Ту-154 с 24 января 2010 года; кроме того, 9 апреля того же года он выполнял полёт на Як-40 по маршруту Варшава—Гданьск—Варшава и не имел достаточного времени для отдыха и подготовки к рейсу 101.
В салоне самолёта работали четыре стюардессы:
- Барбара Мацейчик[пол.] (пол. Barbara Maciejczyk), 28 лет — старшая стюардесса.
- Агнешка Погрудка-Венцлавек[пол.] (пол. Agnieszka Pogródka-Węcławek), 36 лет. Младший хорунжий, сотрудник Бюро охраны правительства.
- Наталия Янушко[пол.] (пол. Natalia Januszko), 22 года.
- Юстина Монюшко[пол.] (пол. Justyna Moniuszko), 24 года[30][31].

В процессе предполётной подготовки экипаж получил под подпись метеоданные, которые включали в себя фактическую погоду и прогноз по аэродрому вылета, запасным аэродромам, а также прогноз погоды по маршруту полёта. Фактической погоды и прогноза по аэродрому назначения «Смоленск-Северный» на момент вылета экипаж не имел. Актуальных аэронавигационных данных по аэродрому назначения «Смоленск-Северный», включая действующие НОТАМ, экипаж не имел.
За 3 дня до катастрофы командир Протасюк в качестве второго пилота входил в состав рейса, выполнявшего полёт в Смоленск с польским премьером Дональдом Туском на борту.
Каждому военному члену экипажа посмертно было присвоено очередное воинское звание.
Многие комментаторы предположили в качестве одной из возможных причин катастрофы давление со стороны президента на экипаж. Случай такого давления уже имел место: 12 августа 2008 года во время войны в Грузии Лех Качиньский требовал изменить первоначальный маршрут и посадить самолёт в Тбилиси, но командир экипажа Гжегож Петручук (пол. Grzegorz Pietruczuk) отказался выполнить президентский приказ, не рискнув жизнями президентов Польши Леха Качиньского, Литвы Валдаса Адамкуса, Эстонии Тоомаса Хендрика Ильвеса, Украины Виктора Ющенко и также премьер-министра Латвии Ивара Годманиса, находившихся на борту самолёта, и приземлился в азербайджанском аэропорту Гянджа. Обязанности второго пилота в том рейсе выполнял Аркадиуш Протасюк, а штурмана — Роберт Гживна. Впоследствии Гжегож Петручук был награждён серебряной медалью Министерства обороны Польши, несмотря на угрозы со стороны президента, однако в дальнейшем он был отстранён от полётов особой важности. На этот раз данного пилота не было на борту. По мнению эксперта по авиации доктора Томаша Шульца из Вроцлавского политехнического университета, случай 12 августа 2008 года мог сыграть существенную роль в катастрофе Ту-154, так как пилоту не хватило смелости не выполнить приказа президента.
Командование 36-го авиаполка перед полётами в Смоленск через посольство в Москве просило выделить российского штурмана для помощи в навигации и проведения переговоров с военными диспетчерами на русском языке, но позднее польская сторона от штурмана отказалась. По словам посла Польши в России Ежи Бара, директор Третьего Европейского департамента МИД России Сергей Нечаев категорически отговаривал польскую сторону от использования аэропорта в Смоленске.

#### Представители руководства страны
- Лех Качиньский — президент Польши.
- Владислав Стасяк — руководитель Канцелярии президента Польши[44].
- Анджей Кремер — заместитель министра иностранных дел.
- Томаш Мерта — заместитель министра культуры.
- Славомир Скшипек — глава Национального банка Польши[45].

#### Представители вооружённых сил
- Анджей Бласик — командующий ВВС Польши, генерал-полковник[46].
- Тадеуш Бук — командующий Сухопутными войсками, дивизионный генерал.
- Казимеж Гилярский — командующий гарнизоном Варшавы, бригадный генерал.
- Франтишек Гонгор — начальник Генерального штаба Войска Польского, генерал[47].
- Збигнев Дембский[пол.] — член капитула военного ордена «Virtuti Militari», подполковник.
- Анджей Карвета — командующий ВМС Польши, вице-адмирал.
- Бронислав Квятковский — оперативный командующий Вооружёнными силами Польши, генерал-полковник.
- Станислав Коморовский — заместитель министра национальной обороны.
- Станислав Наленч-Коморницкий[пол.] — канцлер военного ордена «Virtuti Militari», бригадный генерал.
- Влодзимеж Потасиньский — командующий Специальными войсками, дивизионный генерал.
- Александр Щигло — руководитель Бюро национальной безопасности Польши.

16 апреля маршал Сейма Бронислав Коморовский, исполняющий обязанности президента Польши, посмертно присвоил погибшим в катастрофе очередные воинские звания: Квятковскому и Бласику — генерала, Буку и Потасиньскому — генерал-полковника, Карвете — адмирала флота, Гилярскому — дивизионного генерала.

#### Представители Парламента

##### Сейм
- Ежи Шмайдзиньский — вице-спикер Сейма Польши, бывший министр национальной обороны[24].
- Кшиштоф Путра — вице-спикер Сейма Польши.
- Збигнев Вассерман — депутат Сейма, бывший министр-координатор специальных служб.
- Веслав Вода[пол.] — депутат Сейма.
- Эдвард Войтас[пол.] — депутат Сейма.
- Гражина Генсицка — депутат Сейма.
- Пшемыслав Госевский — депутат Сейма.
- Лешек Дептула[пол.] — депутат Сейма.
- Гжегож Дольняк — депутат Сейма.
- Себастьян Карпинюк — депутат Сейма.
- Александра Наталли-Свят[пол.] — депутат Сейма.
- Аркадиуш Рыбицкий[пол.] — депутат Сейма.
- Йоланта Шиманек-Дереш — депутат Сейма.
- Изабеля Яруга-Новацкая[пол.] — депутат Сейма.

##### Сенат
- Кристина Бохенек — вице-спикер Сената Польши.
- Янина Фетлиньская[пол.] — сенатор.
- Станислав Зайонц[пол.] — сенатор.

#### Религиозные деятели
- Юзеф Ёнец — католический священник, общественный деятель.
- Тадеуш Плоский — полевой епископ Войска Польского, дивизионный генерал.
- Мирон (Ходаковский) — архиепископ Польской православной церкви, ординарий Войска Польского, бригадный генерал.
- Адам Пильх[пол.] — евангелический полевой капеллан, полковник.
- Ян Осиньский[пол.] — полевой капеллан Войска Польского, подполковник[49].
- Здзислав Круль — капеллан варшавского отделения Объединения Катынских семей.
- Анджей Квасник[пол.] — капеллан Федерации Катынских семей.
- Роман Инджейчик[пол.] — капеллан президента[50].
- Рышард Румянек[пол.] — священник, профессор, ректор Университета им. Кардинала Стефана Вышиньского.

Были посмертно присвоены воинские звания: епископу Тадеушу Плоскому — генерал-полковника, архиепископу Мирону — дивизионного генерала, Пильху — бригадного генерала.

##### Общественные деятели
- Тереза Валевская-Пшиялковская — представитель организации «Федерация катынских семей».
- Габриэла Зых — представитель организации «Федерация катынских семей».
- Стефан Меляк[пол.] — председатель Катынского комитета.
- Анджей Сариуш-Скомпский[пол.] — председатель организации «Федерация катынских семей».
- Божена Мамонтович-Лоек[пол.] — председатель Польского катынского фонда[пол.].

#### Другие
- Йоанна Агацкая-Индецкая[пол.] — председатель Верховного совета адвокатов.
- Анна Мария Боровская — представитель общества «Федерация катынских семей».
- Анна Валентынович — общественный деятель, одна из основателей «Солидарности».
- Павел Выпых[пол.] — государственный секретарь Канцелярии президента Польши[51].
- Мариуш Казана — заведующий протокольным отделом в министерстве иностранных дел Польши, директор Дипломатического протокола МИД.
- Мария Качиньская — супруга президента Польши.
- Рышард Качоровский — последний президент Польши в изгнании.
- Януш Кохановский — омбудсмен Польши.
- Януш Крупский — директор Управления по вопросам ветеранов и репрессированных лиц.
- Януш Куртыка — глава Института национальной памяти.
- Станислав Микке[пол.] — заместитель председателя Совета охраны памяти борьбы и мученичества.
- Пётр Нуровский — президент Олимпийского комитета Польши[52][53][54][55].
- Мацей Плажиньский — председатель международного объединения поляков «Вспульнота польска».
- Анджей Пшевозник[пол.] — секретарь Института военной истории Польши.
- Войцех Северин[пол.] — представитель семей офицеров, погибших в Катыни.
- Лешек Сольский[пол.] — представитель организации «Федерация катынских семей».
- Чеслав Цивиньский[пол.] — председатель Всемирного союза бойцов Армии Крайовой.
- Януш Закженский — актёр и педагог.

### Лица, отменившие полёт этим рейсом
- Ярослав Качиньский — брат президента Польши. По информации польской газеты «Rzeczpospolita» («Республика»), он должен был находиться на борту разбившегося самолёта, но в последний момент он не смог присоединиться к делегации из-за состояния здоровья матери[56].
- Ежи Бар — посол Польши в России. Был включен в список делегации, но не поехал в Варшаву, решив отправиться напрямую из Москвы в Смоленск[43].
- Яцек Сасин[пол.] — Министр канцелярии Президента. Отправился в Смоленск на машине, уступив место в самолёте своему заместителю.
- Зофья Крушыньская-Густ[пол.] — Сотрудница канцелярии Президента. Не явилась на рейс, так как почувствовала себя плохо.
- Михаэль Йосеф Шудрих — Главный раввин Польши. Отказался от участия в мероприятии для соблюдения шаббата[57].

## Хронология событий

### Полёт

Схема полёта борта 101

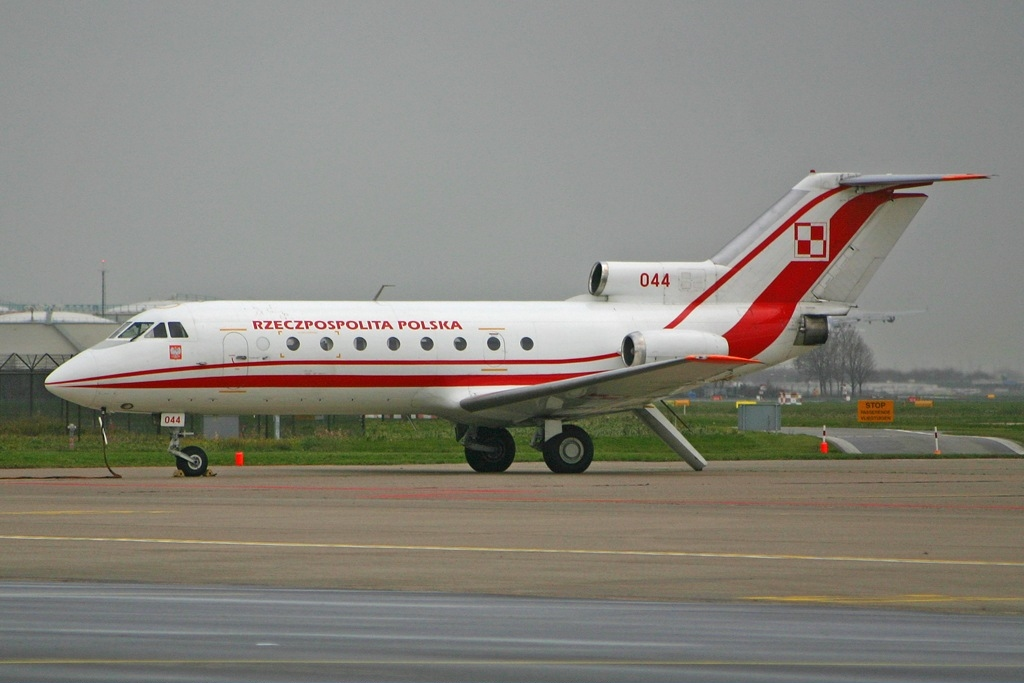
Як-40 Воздушных сил Польши (борт 044), приземлившийся на аэродроме Смоленск-Северный до президентского Ту-154

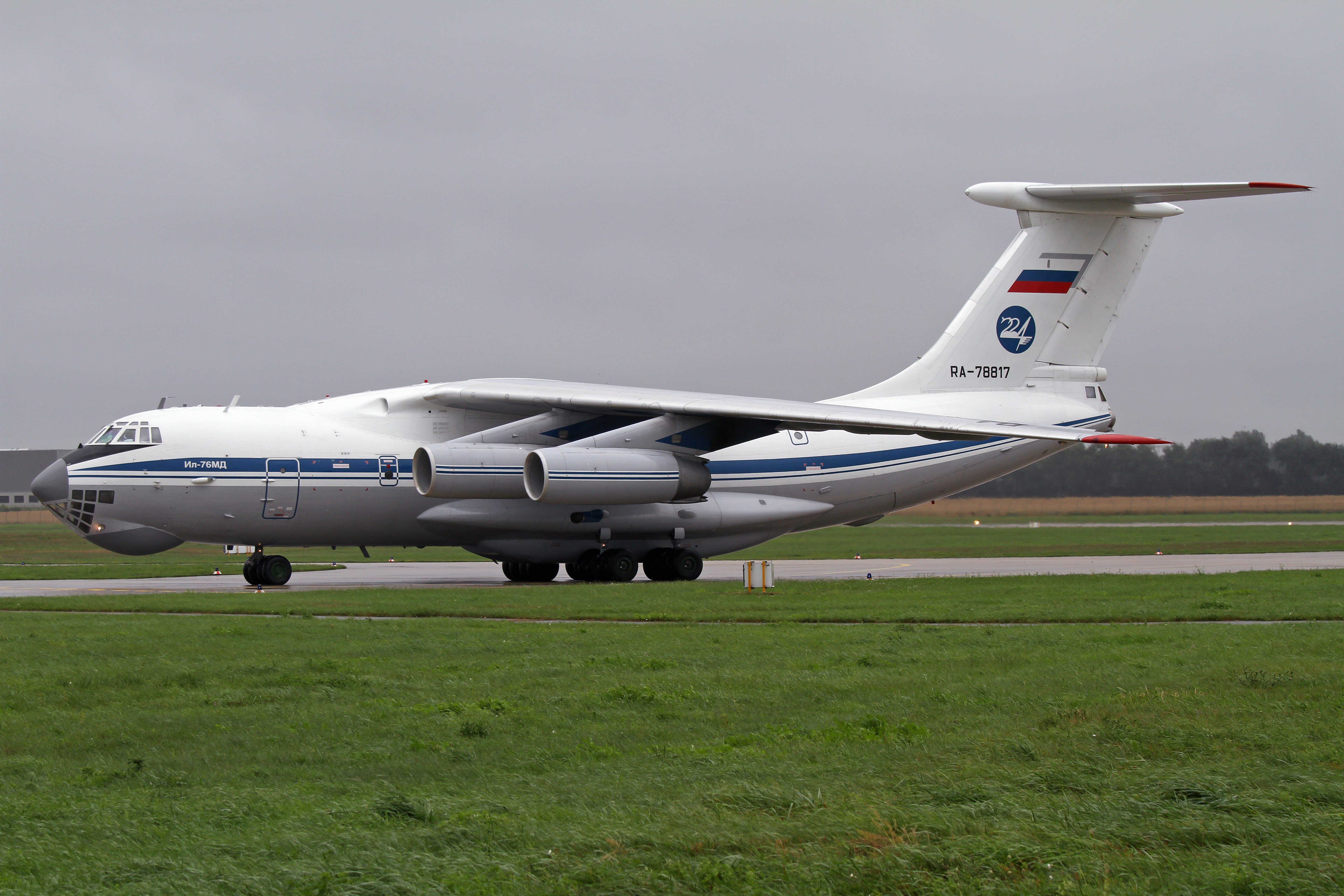
Ил-76 борт RA-78817

Утром 10 апреля 2010 года рейс PLF101 вылетел из Варшавы в Смоленск в 09:27 MSK (05:27 UTC), на час позже запланированного времени. Всего, включая экипаж (4 пилота и 4 стюардессы), на его борту находились 96 человек. Целью визита делегации являлось посещение катынского мемориала, приуроченное к 70-летию катынского расстрела. Бо́льшая часть полёта прошла над территорией Беларуси.
По плану полёта, аэропортом назначения был аэродром Смоленск-Северный в черте российского города Смоленска. Ко времени посадки рейса на аэродроме наблюдались сложные метеорологические условия: низкая облачность и туман. Фактические значения высоты нижней границы облаков (ВНГО) и видимости на аэродроме в момент катастрофы составили 40—50 метров ВНГО и 300—500 метров видимости; на данном аэродроме метеоминимум (минимально допустимое значение ВНГО и видимости, при котором разрешён заход на посадку воздушных судов по системе РСП+ОСП — то есть по радиолокационной системе посадки с контролем по отдельно стоящим приводам) составляет, соответственно, 100 метров и 1000 метров. В то же время в предъявленной в претензиях польской стороны ксерокопии документа, переданного им Москвой в 2010 году, минимум условий для посадки по системе РСП+ОСП не был указан, а для единственно отражённой в нём системы ОСП указан 100 метров на 1500 метров. Диспетчер Москва-Контроль, под управлением которого экипаж Ту-154 несколько минут провёл в снижении, руководитель полётов в аэропорту назначения и ранее прибывший польский экипаж Як-40 (б/н 044, рейс PLF 031) предупреждали экипаж Ту-154 о сложных метеорологических условиях и предлагали посадить самолёт на запасном аэродроме в Минске или в Витебске, однако в день катастрофы (суббота) аэропорт Восточный в Витебске не работал. Также экипажем Як-40 экипаж Ту-154 был проинформирован о том, что российский транспортный самолёт Ил-76 не смог произвести посадку на аэродроме Смоленска и вернулся на аэродром вылета.
Радиообмен экипажа Ту-154М с группой руководства полётами аэродрома Смоленск-Северный выполнялся по большей части на русском языке и, отчасти, на ломаном английском. По мнению авиадиспетчера, экипаж испытывал трудности с числительными на русском языке. В «Расшифровке переговоров экипажа» переговоры КВС с авиадиспетчером аэродрома Смоленск-Северный велись на русском языке.
В 10:23 MSK руководитель полётов (РП) аэродрома Смоленск-Северный запросил у экипажа польского Ту-154М, сколько на самолёте осталось топлива и какой у него запасной аэродром. КВС ответил, что авиатоплива осталось 11 тонн, а запасные аэродромы — Минск и Витебск. РП сообщил экипажу, что в районе аэродрома Смоленск-Северный наблюдается туман, видимость составляет 400 метров. Он также сообщил, что условий для приёма нет. Параллельно с разговором с РП экипаж польского Ту-154М вышел на связь с экипажем польского Як-40, который в этот же день ранее совершил успешную посадку на тот же аэродром Смоленск-Северный. Экипаж Як-40 сообщил экипажу Ту-154М, что видимость на аэродроме составляет около 400 метров, а нижний край облаков значительно ниже 50 метров.
В 10:25 КВС сказал: Спасибо, ну если возможно, попробуем подход, но если не будет погоды, тогда отойдём на второй круг. КВС решил попробовать зайти на посадку в Смоленске, совершив пробный заход с тем, чтобы при невозможности установления визуального контакта с наземными ориентирами совершить вертикальный манёвр прерванного захода на посадку.
Во время полёта в кабине экипажа рейса 101 находились двое посторонних лиц, не относящиеся к членам экипажа: директор дипломатического протокола польского МИД Мариуш Казана и командующий Воздушными силами Польши Анджей Бласик (в крови Бласика впоследствии был обнаружен алкоголь в размере 0,6 промилле). Уполномоченный представитель Польши Эдмунд Клих (пол. Edmund Klich) оправдал их пребывание в кабине пилотов тем, что самолёт президента Польши был военным и на него не распространяется правило гражданской авиации, запрещающее пребывание в кабине экипажа посторонних лиц.
В 10:26 КВС сообщил Мариушу Казане:

Господин директор, появился туман. В данный момент, в этих условиях, которые сейчас есть, мы не сможем сесть. Попробуем подойти, сделаем один заход, но скорее всего, ничего из этого не выйдет. Так что спросите, пожалуйста [у шефа], что будем делать.
В 10:30:36 на записи переговоров на СКП аэродрома Смоленск-Северный зафиксировалась фраза руководителя полётов Павла Плюснина: Ну, да так сказали, блин, заводить пока, которая, по мнению польской стороны, свидетельствует о давлении сверху на диспетчеров в принятии решения о посадке самолёта с польской делегацией.
Со слов руководителя полётов Павла Плюснина, экипаж самолёта должен был докладывать текущую высоту, но не делал этого.
Поначалу заход на посадку выполнялся правильно (хотя экипаж не упомянул о выбранной системе захода). Однако вход в глиссаду был выполнен с запозданием, что привело к увеличению вертикальной скорости снижения.
В 10:40:38,7, находясь на расстоянии в 2 километра от торца ВПП, пилоты получили подтверждение от авиадиспетчера о нахождении самолёта на курсе, на глиссаде, но затем экипаж вывел самолёт на малую высоту (20 метров) со скоростью снижения порядка 8—9 м/сек (при нормальной вертикальной скорости 4 м/сек) при удалении более километра от торца ВПП, что значительно ниже глиссады.

### Катастрофа

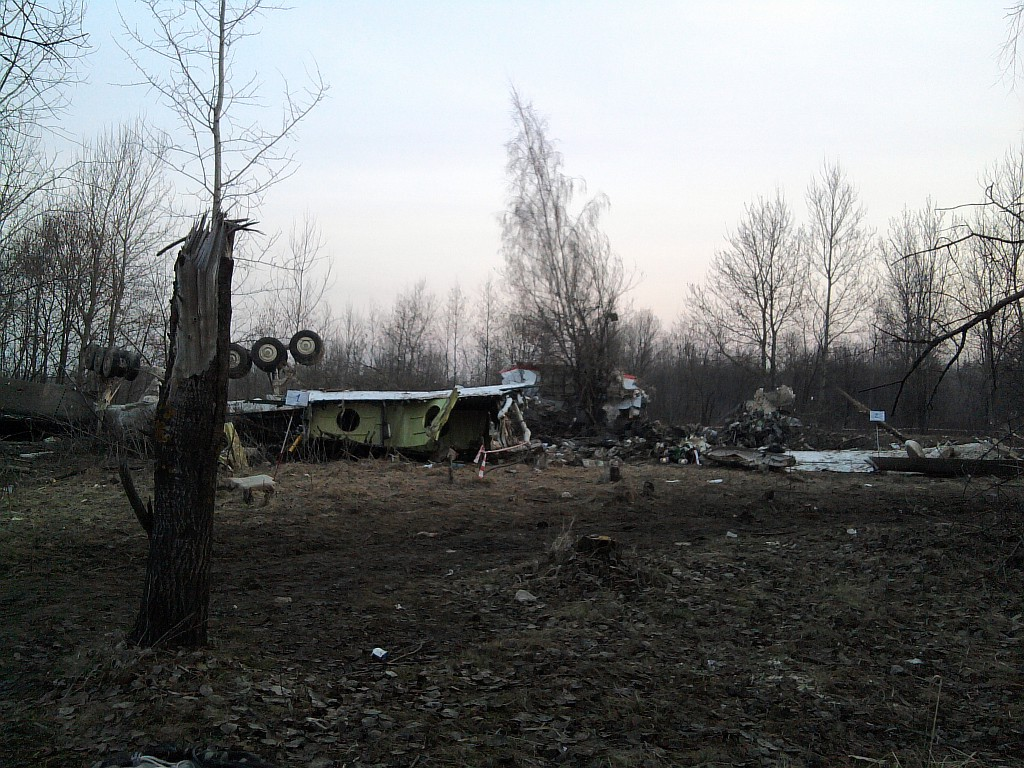
Обломки рейса 101

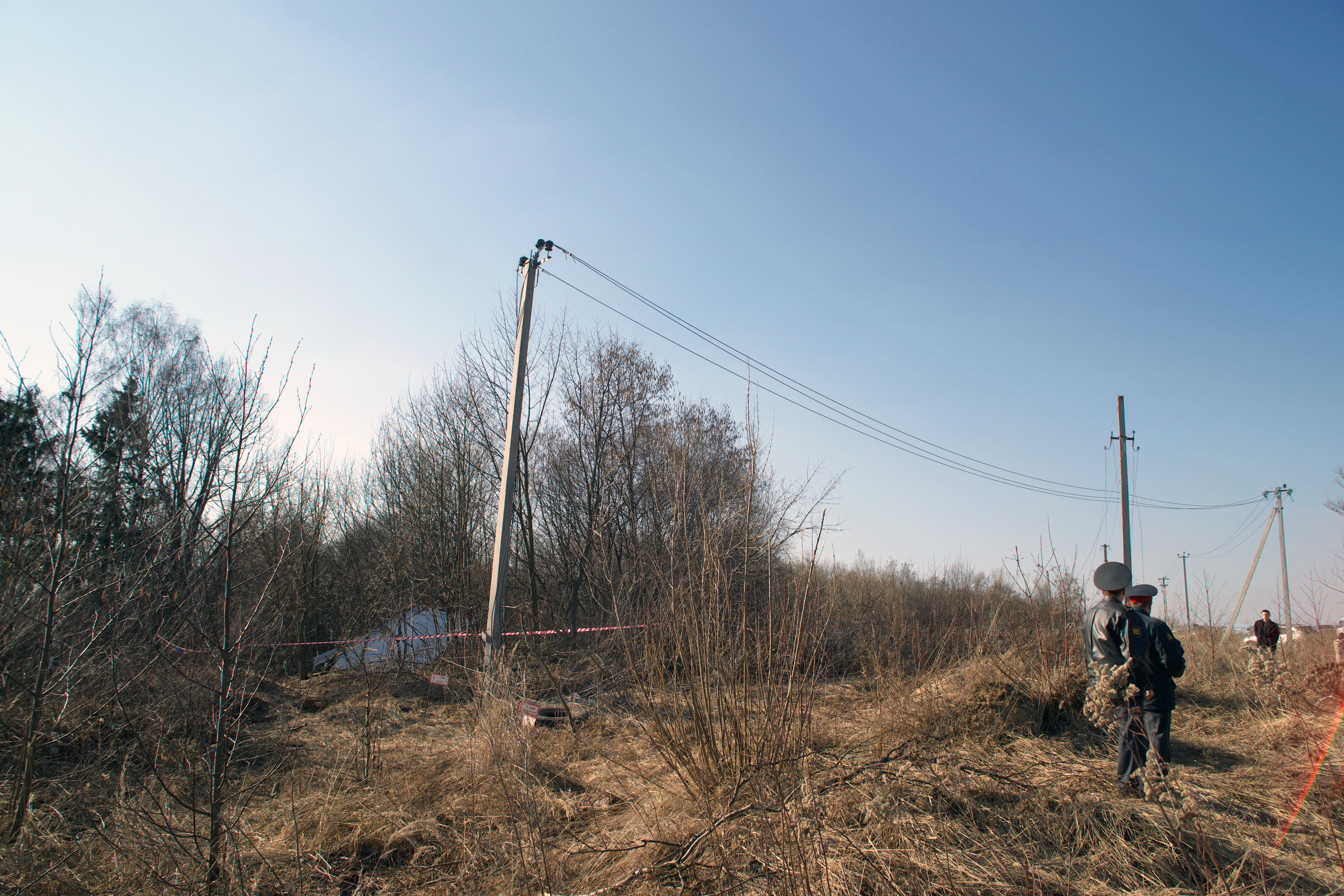
Оборванные ЛЭП рядом с местом катастрофы

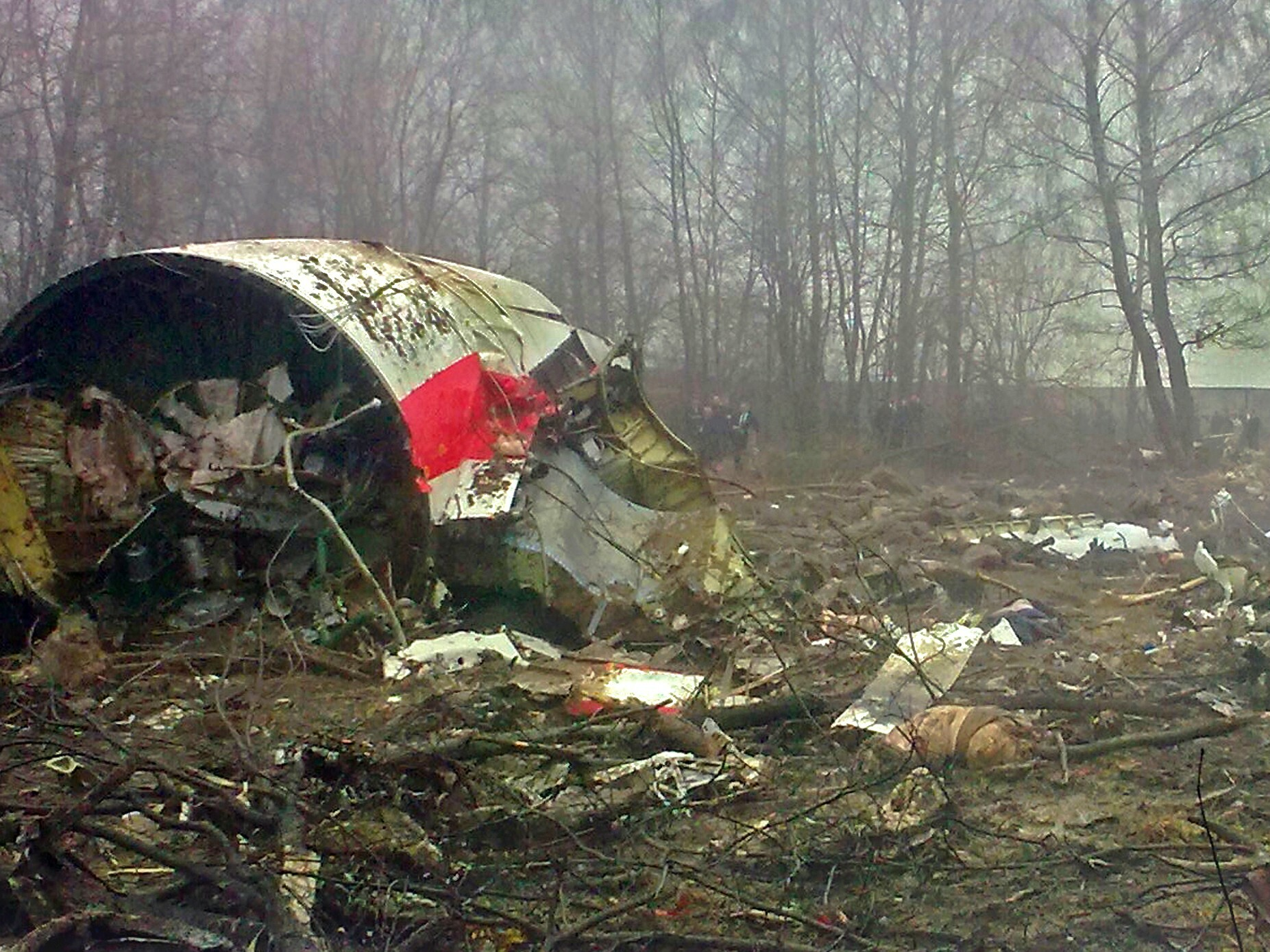
Обломки рейса 101 на месте катастрофы

В 10:40:50 второй пилот, после того как прозвучал сигнал системы TAWS об опасном сближении с землёй — «ВПЕРЕДИ ЗЕМЛЯ! ТЯНИ ВВЕРХ!» (англ. TERRAIN AHEAD! PULL UP!) — предложил прекратить снижение. Авиадиспетчер потребовал немедленно прекратить снижение самолёта, контролировать высоту, прервать посадку и уйти на второй круг.
Команда от авиадиспетчера об уходе на второй круг, последовавшая в 10:41:02,0, прозвучала уже после того, как в 10:40:59 самолёт задел деревья.
Запись речевого самописца в связи с разрушением самолёта оборвалась в 10:41:05.
Первое соприкосновение рейса PLF101 с деревьями произошло левой консолью крыла на удалении 1,05 километра от торца взлётно-посадочной полосы (ВПП), левее линии пути приблизительно на 40—45 метров и ниже уровня торца взлётной полосы на 15 метров, учитывая рельеф местности (овраг). Через 250 метров произошло столкновение самолёта левым полукрылом с берёзой, вследствие чего произошёл резкий крен самолёта с переворотом влево (самолёт перевернулся на 120°), а левое полукрыло получило повреждения. Лайнер опрокинулся почти днищем кверху и в таком положении рухнул на землю и полностью разрушился. Основная масса фрагментов самолёта упала на расстоянии 350—500 метров от торца ВПП, левее взлётной полосы на 150 метров. Некоторые польские публикации утверждали вскоре после катастрофы, что самое первое столкновение было с радиомачтой.
Как позже установила комиссия МАК, взятие штурвала на себя было настолько резким (при этом режим работы двигателей был увеличен уже после начала вертикального манёвра), что к моменту столкновения с берёзой самолёт имел угол атаки, близкий к углам атаки сваливания. По мнению комиссии МАК, даже если бы столкновения с препятствием не произошло, самолёт через несколько секунд вышел бы на режим сваливания и, вероятно, потерпел бы катастрофу.
По первому заявлению начальника управления информации МЧС России Ирины Андриановой, катастрофа произошла в 10:56 MSK. Впоследствии Технической комиссией МАК было установлено, что окончательное разрушение лайнера произошло в 10 часов 41 минуту 06 секунд местного времени (совпадающего с московским). Самолёт разбился при первом заходе на посадку. В течение первых дней циркулировали также утверждения, что лайнер разбился при четвёртом заходе на посадку. Российский министр Сергей Шойгу по горячим следам заявил о том, что катастрофа случилась «при втором заходе».
Представитель министерства транспорта и коммуникаций Беларуси сообщил, что «никаких запросов от экипажа самолёта по поводу посадки белорусской стороне не поступало». По его словам, в период транзитного прохождения самолёта «никаких замечаний не было, борт шёл на установленной высоте, по установленному маршруту».
Первый заместитель начальника главного штаба ВВС России генерал-лейтенант Александр Алёшин 10 апреля 2010 года заявил, что экипаж самолёта несколько раз не выполнил указаний руководителя полётов смоленского аэродрома:

На удалении 1,5 километра группа руководства полётов обнаружила, что экипаж увеличил вертикальную скорость снижения и начал снижаться ниже глиссады. Руководитель полётов дал команду экипажу о переводе самолёта в горизонтальный полёт и, когда экипаж не выполнил указаний, несколько раз отдал команду на уход на запасной аэродром. Тем не менее, экипаж продолжал снижаться. К сожалению, это закончилось трагически.

Заместитель председателя правительства России Сергей Иванов сообщил, что «предупреждение о неблагоприятных метеоусловиях в аэропорту „Смоленск-Северный“ и рекомендации идти на запасные аэродромы были не только переданы, но и получены экипажем самолёта».
Все 96 человек, находившиеся на его борту, погибли.

### Ликвидация последствий катастрофы
Пожар, возникший на месте катастрофы, был ликвидирован за 20 минут.
В 13:05 MSK из Владимира вылетел вертолёт Ми-26 МЧС России со спасателями на борту. В 14:30 на место крушения прибыл глава МЧС Сергей Шойгу. В 17:15 и 17:25 в Смоленске приземлились ещё два вертолёта со спасателями на борту.
Всего к ликвидации последствий катастрофы были привлечены более 800 человек и 124 единицы техники, в том числе от МЧС России — 275 человек и 68 единиц техники, в том числе 3 самолёта.

### Мародёрство
Практически сразу после катастрофы Агентство внутренней безопасности Польши получило информацию от вдовы Анджея Пшевозника, Иоланты, о том, что кто-то пользуется банковскими картами её мужа. Первая транзакция была совершена в день катастрофы и ещё несколько — в последующие дни. Всего с карт снято более 60 000 рублей. 6 июня 2010 года пресс-секретарь правительства Польши Павел Грась сообщил, что в России задержаны три сотрудника ОМОН по подозрению в краже денег. В тот же день пресс-служба МВД РФ опровергла заявления о задержании сотрудников ОМОН и назвала эти заявления «кощунственными и циничными». Двумя днями позже СК РФ объявил о возбуждении уголовного дела в отношении четырёх призывников срочной службы войсковой части 06755, которые стояли в оцеплении в день катастрофы. По словам представителя СК Владимира Маркина, военнослужащие были задержаны после того, как руководством части у них были обнаружены иностранные банковские карты. Задержанными оказались С. А. Сыров, И. В. Пустовар, Артур Панкратов и Ю. С. Саньков. Трое из них ранее были судимы. В тот же день подозреваемые дали признательные показания. В сентябре 2013 года они были осуждены.
Также утверждалось о краже банковских карт депутата партии «Право и справедливость» Александры Натали-Свят. Однако позже эти карты нашлись. Они затерялись в прокуратуре среди вещей жертв.
Через два месяца после катастрофы вдова главы Нацбанка Польши Славомира Скшипека подала заявление в военную прокуратуру Польши в связи с тем, что ей не возвращены золотые часы марки «Tourneau» и запонки, принадлежавшие её мужу. Родственники заявили, что на опознании тела Скшипека данные вещи уже отсутствовали, однако, по их словам, рукава рубашки практически не пострадали, что навело их на мысль о мародёрстве.
В октябре 2011 года в прокуратуру в Варшаве поступило два заявления. Одно касалось пропажи обручального кольца заместителя министра культуры Томаша Адама Мерта, а другое — пропажи золотой печатки скульптора Войцеха Северина. В обоих случаях родственники заявили, что на фотографиях тел погибших эти предметы всё ещё были в наличии, однако впоследствии им переданы не были.

### Опознание погибших
В 22:54 10 апреля в московском аэропорту Домодедово приземлился первый вертолёт МЧС России с телами погибших в авиакатастрофе. В 02:42 там же приземлился второй вертолёт. Тела погибших доставлены в морг Центрального бюро судебной медицинской экспертизы Москвы для дальнейшего проведения экспертизы и опознания.
Утром 11 апреля в Москву начали прибывать родственники погибших в авиакатастрофе с целью опознания. Специально для них была организована работа психологов и переводчиков. Также в городе была организована «горячая линия» на русском и английском языках.
Тела 24 пассажиров были условно опознаны по найденным при них документам. По заявлению министра здравоохранения Польши Эвы Копач, 14 тел погибших могут быть опознаны без трудностей, ещё около 20 смогут идентифицировать судебные патологоанатомы, для опознания всех остальных погибших необходима генетическая экспертиза. Брат погибшего президента Леха Качиньского Ярослав Качиньский в субботу вечером 10 апреля прилетел в Смоленск и опознал главу государства. 11 апреля тело Леха Качиньского (единственного из жертв катастрофы) было из Смоленска доставлено прямо в Варшаву, перед вылетом на смоленском аэродроме состоялась торжественная церемония прощания с погибшим президентом Польши, в которой приняли участие премьер-министр России Владимир Путин и посол Польши в России Ежи Бар. 12 апреля по обручальному кольцу опознано тело Марии Качиньской, супруги президента Польши Леха Качиньского.
22 апреля 2010 года помощник главы Минздравсоцразвития София Малявина официально заявила, что тела всех погибших при крушении самолёта в Смоленске опознаны.
24 апреля 2010 года было сообщено, что останки всех жертв авиакатастрофы в Смоленске доставлены в Варшаву.
В августе 2012 года в результате эксгумации, которую провели польские военные прокуроры, было установлено, что в могиле по меньшей мере одной погибшей — деятеля движения «Солидарность» Анны Валентынович — лежало другое тело, что было вызвано ошибкой российской стороны при опознании. В дальнейшем выяснилось, что как минимум 6 тел из 96 погибших в авиакатастрофе под Смоленском захоронены в чужих могилах. Всего было эксгумировано 9 жертв авиакатастрофы.
28 сентября 2012 года в Интернете были опубликованы снимки с места катастрофы под Смоленском, а также из морга, на которых предположительно изображены останки президента Польши Леха Качиньского и других поляков, погибших в катастрофе. В связи с этим Польша выразила российскому послу официальный протест. Официальный представитель Следственного комитета РФ Владимир Маркин сообщил, что размещённые в интернете фотографии тел граждан Польши, погибших в катастрофе самолёта Ту-154, не содержатся в материалах уголовного дела, возбуждённого в РФ, и что проводится проверка по фактам их появления и установления причастных к публикации лиц.

## Расследование

### Расследование МАК
10 апреля 2010 года распоряжением президента России Дмитрия Медведева создана правительственная комиссия во главе с председателем правительства Владимиром Путиным, которая занималась расследованием всех обстоятельств катастрофы.
В тот же день министр юстиции Польши Кшиштоф Квятковский (пол. Krzysztof Kwiatkowski) сообщил, что Польша проведёт собственное независимое расследование.
Генеральные прокуроры России и Польши договорились о тесном сотрудничестве при расследовании авиакатастрофы. По факту гибели самолёта в Смоленске прокуратурами России и Польши возбуждены уголовные дела, российской прокуратурой по статье «Нарушение правил безопасности движения воздушного транспорта, повлёкшее по неосторожности смерть двух и более лиц». Генеральный прокурор Юрий Чайка взял расследование под личный контроль.
На место катастрофы по поручению президента вылетели глава МЧС России Сергей Шойгу, министр транспорта Игорь Левитин и первый заместитель Генерального прокурора — председатель Следственного комитета при прокуратуре РФ Александр Бастрыкин. Вечером место катастрофы посетили премьер-министры России и Польши Владимир Путин и Дональд Туск.
Для проведения технического расследования обстоятельств авиакатастрофы была образована совместная комиссия Межгосударственного авиационного комитета (МАК) и Министерства обороны Российской Федерации. В комиссии МАК работали 25 польских специалистов.
На месте авиакатастрофы были обнаружены два бортовых самописца, они были вскрыты в присутствии представителей СКП России и прокуратуры Польши. 11 апреля специалисты МАК приступили к их исследованию. Позднее был найден третий самописец.
Около 22:00 MSK 10 апреля 2010 года в Смоленск прибыли польские следователи.
На месте гибели самолёта работали 37 следователей из Следственного комитета при прокуратуре РФ и более 40 судебно-медицинских экспертов, также в следственных действиях участие принимали 11 следователей и прокуроров из Польши.
13 апреля прошло совещание под руководством Владимира Путина. Вице-премьер России Сергей Иванов на заседании госкомиссии по установлению причин катастрофы самолёта Ту-154 заявил: Предварительный анализ расшифровки бортовых самописцев показал, что взрыва и пожара на борту самолёта не было. Со слов вице-премьера, крушению самолёта не предшествовало взрыва или пожара. Продолжается синхронизация показателей обоих бортовых самописцев — речевого и параметрического — и идентификация звуков и шумов в кабине. Эта работа требует времени и продлится ориентировочно до конца недели, — сказал Сергей Иванов. Руководитель госкомиссии Польши по расследованию авиакатастроф Эдмунд Клих заявил: «Российские специалисты сотрудничают с нами образцовым образом».
Работа технической комиссии на месте авиакатастрофы была закончена 17 апреля 2010 года, 19 апреля была полностью завершена расшифровка записей бортовых самописцев и двух найденных эксплуатационных самописцев. Представители польской прокуратуры сообщали, что содержание записей самописцев будет обнародовано 22 апреля, однако 22 апреля на пресс-конференции прокурор Польши Анджей Серемет (пол. Andrzej Seremet) отложил сроки публикации записей. 25 апреля 2010 года появилась информация о том, что результаты первого этапа расследования будут предоставлены 28 апреля.
22 апреля был начат двусторонний перевод прослушанной информации, взятой с бортовых самописцев Ту-154, с привлечением квалифицированных переводчиков.
4 мая результаты работы инженерно-технической подкомиссии МАК были обсуждены с польскими экспертами. Замечаний по работе техники в полёте не было.
5 мая польский телеканал «TVN» сообщил информацию о том, что речевой самописец зафиксировал голос посторонней женщины в кабине пилотов. Прокуратура Польши пока не дала официального подтверждения этой информации и разъяснений по поводу того, мог ли этот фактор стать причиной авиакатастрофы.
8 мая президент России Дмитрий Медведев заявил, что расследование гибели президента Польши Леха Качиньского в авиакатастрофе должно быть доведено до конца, а выводы следствия нужно сделать доступными для общественности.
12 мая было сообщено, что данные бортовых систем предупреждения и навигации успешно декодированы на базе лаборатории США с участием польских специалистов, и что проводится их верификация и расшифровка.
19 мая председатель МАК Татьяна Анодина сообщила, что технической комиссией однозначно установлено: теракта, взрыва, пожара на борту, отказа авиационной техники в полёте не было. Двигатели работали вплоть до столкновения с землёй. Аэродром и его оборудование были пригодны к приёму воздушных судов различных классов, в том числе Як-40 и Ту-154. Система TAWS была включена, работоспособна и передавала необходимую информацию экипажу. Навигационная система GNSS была включена и работоспособна. Экипаж своевременно получал данные о метеообстановке и запасных аэродромах от диспетчерских пунктов Минска, аэродрома Смоленск-Северный и от экипажа самолёта Як-40 ВС Польши, который произвёл посадку на аэродроме примерно за 1,5 часа до катастрофы. Сообщено о завершении расшифровки бортовых самописцев. Установлено, что в кабине находились лица, не являющиеся членами экипажа. «Голос одного точно идентифицирован, голос другого или другие (голоса) подлежат дополнительной идентификации польской стороной», — добавила Анодина.
Информационное агентство «УНИАН» со ссылкой на свои источники сообщило, что в момент катастрофы польского самолёта поблизости от штурвала находились командующий Воздушными силами Польши генерал Анджей Бласик и директор дипломатического протокола польского МИД Мариуш Казана. На самописце зафиксирован голос одного из пилотов, который заявил, что в таких погодных условиях самолёт сесть не сможет.
23 мая российскими следователями при участии польской стороны произведён дополнительный осмотр места катастрофы. Ничего нового, имеющего отношение к делу, они не нашли.
25 мая руководитель госкомиссии Польши по расследованию авиационных происшествий Эдмунд Клих (пол. Edmund Klich) заявил, что один из посторонних лиц в кабине самолёта опознан как главком ВВС Анджей Бласик. По словам Клиха, Бласик разговаривал с пилотами до момента удара Ту-154 о дерево. Клих также заявил, что присутствие посторонних в кабине самолёта не имело решающего влияния на произошедшие события. Руководитель МАК Татьяна Анодина отметила, что в российских федеральных авиационных правилах есть чёткие указания, что не допускается нахождение в кабине лётного экипажа лиц, которые не связаны с выполнением полётного задания. Анодина добавила, что это относится и к мировой практике.
26 мая руководитель госкомиссии Польши по расследованию авиационных происшествий Эдмунд Клих заявил, что причиной авиакатастрофы стали ошибки экипажа разбившегося самолёта Ту-154.
8 июня МАК сообщил, что идентифицировано второе лицо, не являющееся членом экипажа, речь которого была зафиксирована бортовым самописцем разбившегося самолёта. Как и предполагалось ранее, им оказался шеф протокола МИД Польши Мариуш Казана. Установлено, что генерал Бласик не находился на месте пилота, КВС был за штурвалом с пристёгнутым ремнём безопасности, а Бласик стоял сзади или сидел на откидном сиденье.
14 июля еженедельник «Warsaw Business Journal» со ссылкой на польский телеканал TVN24 сообщил о расшифровке одного из фрагментов переговоров в кабине, который ранее пропускали как «неразборчивый». Командир Протасюк произносит слова: Если мы [или я] не приземлимся, они [или он] убьют меня. Эксперт по авиации из польского сейма капитан Роберт Завада считает, что на действия пилотов мог повлиять либо президент Лех Качиньский, либо командующий ВВС генерал Анджей Бласик. За неделю до этого представитель правительства Польши Павел Грась заявил, что польские эксперты смогли расшифровать больше, нежели следователи со стороны России.
20 октября 2010 года было сообщено, что техническая комиссия МАК и все её экспертные группы и рабочие подкомиссии завершили расследование авиакатастрофы в Смоленске. Подготовленный отчёт, подписанный всеми членами технической комиссии, был передан полномочному представителю Польши. 17 декабря польские власти направили в МАК свои претензии к отчёту на 148 страницах, в которых премьер-министр Польши Дональд Туск заявил о множестве нарушений и неточностях, допущенных в отчёте.

### Окончательный отчёт расследования МАК
12 января 2011 года МАК опубликовал окончательный отчёт расследования.
Согласно отчёту, причинами катастрофы стали ошибочные действия экипажа:
- решение о заходе на посадку и неуход на второй круг в метеоусловиях значительно ниже метеоминимумов аэродрома и системы захода на посадку;
- снижение ниже минимальной высоты снижения в 100 метров, указанной правилами и руководителем полётов;
- игнорирование экипажем сигналов системы предупреждения об опасном сближении с поверхностью земли и психологическое давление на экипаж.

Также было установлено нарушение принятых процедур захода на посадку, в частности, ошибочная установка стандартного давления на барометрическом высотомере в процессе снижения, что привело к ошибке определения высоты в 160 метров, отсчёт высоты по радиовысотомеру вместо альтиметра, игнорирование технологии работы экипажа (отсутствие предписанных правилами действий при пересечении высоты принятия решения), поздний вход в глиссаду, который потребовал превысить максимально допустимую вертикальную скорость снижения и скорость захода на посадку (при отсутствии контроля за ними), позднее принятие активных действий по уходу на второй круг. Среди сопутствующих факторов отмечено рассеивание внимания экипажа, сосредоточившегося на поиске визуальных ориентиров и отвлёкшегося от приборов. Кроме того, внимание отвлекала попытка подбора скорости снижения в автоматическом режиме вместо перехода к штурвальному режиму.
Польской стороной не было предоставлено подтверждения допуска КВС к выполнению посадки в сложных метеоусловиях (допуск был просрочен, зафиксированный в лётной книжке опыт проведения посадок в сложных метеоусловиях был фальсифицирован), были выявлены недоработки в процессе обучения экипажа (в частности, недостаточный опыт КВС, при этом подобранный экипаж по налёту на этом типе самолёта был ещё менее опытным, отсутствие тренажёрных тренировок, отсутствие данных о программах обучения, совмещение полётов на Ту-154 с полётами на других типах самолётов, что могло способствовать неоправданному переносу навыков на пилотирование Ту-154).
Было выявлено несовершенство установленной на борту системы авионики, которая не содержала подробной информации о рельефе местности вокруг аэропортов, не отнесённых к международным. В случае захода на такие аэропорты правилами предписывается отключение системы раннего оповещения о сближении с землёй, однако перевести систему в такой режим невозможно при одновременном выборе захода по давлению аэропорта (QFE), принятому в России и требуемому для соблюдения схем захода, опубликованных в российских сборниках аэронавигационной информации. Кроме того, судя по показаниям автоматизированной системы управления полётом (FMS), экипаж вручную вводил отсутствовавшие в системе навигационные точки, взятые с устаревших схем.
Из нарушений с российской стороны было обнаружено, что не оправдались прогнозы погоды по аэродрому Смоленск-Северный, однако, поскольку экипаж этой информации всё равно не имел и был своевременно предупреждён о фактической погоде, это не могло спровоцировать катастрофу. Кроме того, было выявлено нарушение работы огней приближения (огни на расстоянии 700 и 800 метров от порога ВПП были разбиты или обесточены, а на 900 метрах горел один из трёх) и некоторая неточность радиолокационной системы посадки (отклонение угла глиссады, раннее пропадание отметки на локаторе). Однако эти нарушения не были названы комиссией в числе повлиявших на исход захода на посадку.

#### Замечания польской стороны по поводу окончательного отчёта расследования МАК
Письменные замечания польской стороны приложены к основному тексту доклада как неотъемлемая его часть. Следственный комитет России заявил, что выводы о виновности будет делать следствие. Ярослав Качиньский сразу же резко выступил с опровержением выводов доклада экспертов международного комитета, назвав их «бездоказательными».
Основной претензией польской стороны стал односторонний, по её мнению, подход к выявлению виновных в авиакатастрофе. Не подвергая сомнению вину экипажа самолёта, одной из главных причин польская сторона считает то, что аэродром Северный не был закрыт по метеоусловиям, а решение об этом принималось по телефону неким генералом через не имевшего на то права, но фактически, как старшим по званию, руководившего сменой военных диспетчеров в Северном полковника Николая Краснокутского (по приказу руководителем полётов числился подполковник Павел Плюснин, «в момент захода на посадку в диспетчерской вышке находились минимум три человека: диспетчер майор Виктор Рыженко, руководитель полётов подполковник Павел Плюснин и полковник ВВС России Николай Краснокутский, бывший командир 103-го Гвардейского Красносельского Краснознамённого военно-транспортного авиационного полка имени В. С. Гризодубовой»). В числе других основных причин они называют слабую техническую оснащённость аэродрома, приведшую в частности к тому, что диспетчеры ввели в заблуждение пилотов самолёта, сообщая им о якобы правильном положении самолёта относительно глиссады при заходе на посадку, и явно их запоздалой, уже после того как самолёт разбился о деревья, команде прекратить посадку. Также они ссылаются на отсутствие на момент посадки официальной метеосводки в районе аэродрома в объёме установленных параметров в коде METAR, повлиявшее на принятие экипажем правильного решения, и неуказание системы координат в предоставленных польской стороне перед полётом картах и схемах, и как следствие, неправильный ввод данных в систему определения пространственной ориентации самолёта (по некоторым сведениям, расхождение между принятой в России системе координат СК-42 и международной системой координат WGS-84 в районе Смоленска в плане может составлять более 100 метров).
Ключевым в расхождениях с отчётом МАК стало определение характера полёта: военный он или гражданский, поскольку в гражданской авиации решение о посадке принимает КВС, а в военной — руководитель полётов на аэродроме. Польская сторона на основании того, что аэродром был военного подчинения, диспетчеры аэродрома и экипаж польского самолёта — военные, а также то, что на статус полёта указывала последняя буква в заявленном в плане полёта наименовании PLF 101-IM, обозначающая военный самолёт (Military), обосновывала его военный характер. Также военный статус полёта, по мнению польской стороны, оправдывает нахождение в кабине пилотов лиц, не участвующих в управлении воздушным судном. Однако, как сообщается в отчёте МАК, по международным соглашениям все полёты воздушных судов (включая военные) на территории иностранного государства рассматриваются как гражданские, поэтому руководитель полётов не имел полномочий запрещать посадку польского самолёта (хотя и сообщал о непригодных условиях для посадки).
Отмечая в отчёте МАК отсутствие глубокого анализа технического состояния аэродромного оборудования и работы диспетчеров, польская сторона на основе приводимых в Заявлении доказательств делает вывод о том, что "учитывая особенно неудовлетворительное состояние подготовки и обеспечения аэродрома, самолёт Ту-154 со статусом HEAD «Литер „A“» с президентом РП и 95 лицами на борту не должен был получить разрешения на проведение лётной операции на аэродром Смоленск «Северный»". Приводя свои доводы, польская сторона заявила о неисправности средств объективного контроля. Серьёзные сомнения у польской стороны вызвал факт приведения данных без указания их источника, касающихся положения маркеров самолётов на глиссаде индикатора ПРЛ, в связи с тем, что фиксирующие эти данные видеокамера и видеомагнитофон в совокупности были неисправны.
Основываясь на свидетельствах журналистов и фотографов, они утверждают, публикуя сами снимки, что светосигнальное оборудование, указанное в отчёте МАК как «Луч 2МУ», им не являлось. И, судя по фотографиям в заявлении и в других источниках, рассказам очевидцев, в действительности представляло собой бытовые лампочки в жёлтых абажурах, похожих на пластиковые ведра, в части из которых они были перегоревшими или отсутствовали. Согласно протоколу облёта 25 марта 2010 года, эта светосигнальная система видна с расстояния не менее 15 км.
18 января 2011 Председатель Технической комиссии Межгосударственного авиационного комитета на официальном сайте МАК заявил, что «в связи с появившимися в СМИ, со ссылкой на Министра внутренних дел и администрации Республики Польша Ежи Миллера, сообщениями об опубликовании польской стороной записей разговоров диспетчеров аэродрома „Смоленск-Северный“, и с целью объективного информирования мировой общественности, с разрешения органов, проводящих предварительное следствие, в соответствии с Приложением 13 к Конвенции о международной гражданской авиации, принято решение опубликовать полностью транскрипцию записей всех переговоров и разговоров, зарегистрированных диспетчерскими магнитофонами».

### Отчёт расследования Комиссии по расследованию авиационных происшествий Польши
29 июля 2011 года Комиссия государственной авиации по расследованию авиакатастроф МВД Польши представила окончательный отчёт по расследованию причин катастрофы под Смоленском.
Согласно отчёту, причиной катастрофы стало снижение ниже минимальной высоты снижения при чрезмерной скорости снижения, в метеорологических условиях, не позволяющих рассчитывать на визуальный контакт с землёй и опоздавшее начало процедуры ухода на второй круг. Это привело к столкновению с наземным препятствием, отрыву фрагмента левого крыла вместе с элероном и как следствие — потере управляемости самолёта и столкновению с землёй.
Факторами, влияющими на катастрофу, явились:
1. отсутствие контроля высоты с помощью барометрического высотомера при выполнении неточного захода;
2. отсутствие реакции экипажа на предупреждение типа «PULL UP!», выдаваемое TAWS;
3. попытка ухода на второй круг с использованием режима работы АБСУ — автоматический «уход»;
4. передача экипажу руководителем зоны посадки информации о правильном положении самолёта по отношению к торцу ВПП, курсу и глиссаде, что могло укреплять экипаж в мнении о корректном выполнении захода на посадку, в ситуации, когда фактически самолёт находился за пределами зоны допустимых отклонений;
5. неинформирование экипажа руководителем зоны посадки о снижении ниже глиссады и опоздавшая команда по переводу самолёта в горизонтальный полёт;
6. ненадлежащая лётная подготовка экипажей на самолётах Tу-154M в 36 СПТА[11].

Ряд выводов, приведённых в этом отчёте, был опровергнут МАК 2 августа 2011 года.
После публикации комиссии МВД Польши министр обороны Польши Богдан Клих подал в отставку.
В апреле 2018 года польская подкомиссия, которая повторно расследует катастрофу президентского Ту-154 под Смоленском, аннулировала официальный отчёт о причинах крушения, представленный в 2011 году правительственной комиссией под руководством Ежи Миллера.
В декабре 2023 года, после роспуска комиссии, проводившей повторное расследование, отчёт комиссии МВД Польши был восстановлен и снова признан официальным.

### Доклад Верховной контрольной палаты Польши
9 марта 2012 года Верховная контрольная палата Польши опубликовала свой доклад о расследовании причин катастрофы. Установлено, что с 2005 года визиты высших руководителей Польши с использованием специального авиатранспорта ВВС страны осуществлялись без соблюдения достаточного уровня безопасности. Не хватало целостной системы процедур, а существующие правила были проигнорированы во многих случаях, как и в полёте 10 апреля 2010 года, который, в соответствии с законами Польши, не должен был состояться в таком виде. Главный вывод комиссии: если бы польские ведомства взаимодействовали как следовало, то президентский самолёт вообще не должен был приземляться в аэропорту Смоленск-Северный, поскольку тот не входил в польский реестр действующих аэродромов для воздушных средств в статусе HEAD (для VIP-персон).

### Уголовное дело
Окружная прокуратура Варшавы после катастрофы возбудила уголовное дело по факту возможного невыполнения служебных обязанностей по организации полёта самолёта Ту-154 польскими гражданскими чиновниками. Расследование было завершено в июне 2012 года, так как прокуратура никого не смогла назвать нарушителем, а также не обнаружила состава преступления. После этого следствие возобновлялось два раза по решению суда. В ноябре 2014 года уголовное дело было закрыто в третий раз в связи с отсутствием состава преступления.
9 января 2012 года во время пресс-конференции о расследовании катастрофы Ту-154 попытался покончить с собой заместитель главы военной прокуратуры Познани полковник Миколай Пшибыл (пол. Mikołaj Przybył). Он пояснил, что в последнее время он находился в состоянии стресса из-за давления на него по делу о коррупции в польской армии, расследование которого он курирует. Но 29 октября того же года покончил с собой один из ключевых свидетелей катастрофы — бортмеханик самолёта Як-40 ВС Польши (борт 044) младший штабной хорунжий Ремигиуш Мусь (пол. Remigiusz Muś).
27 ноября 2014 года Окружной суд Варшавы начал рассмотрение по делу бывшего заместителя руководителя Бюро охраны правительства генерала Павла Белавного, который пока является единственным обвиняемым по делу о катастрофе.
24 марта 2015 года Главная военная прокуратура Польши предъявила обвинения в совершении преступления двум российским военным — членам группы управления полётами аэродрома Смоленск-Северный. Один из них обвинялся в создании ситуации непосредственной опасности в воздухе, другой в неумышленном доведении до катастрофы в воздушном пространстве.
В 2015 году расследование военной прокуратуры Польши продолжилось. Все собранные обломки разбившегося лайнера по-прежнему находились на территории аэродрома Смоленск-Северный. Польская сторона неоднократно просила российское руководство отправить их в Польшу, но по законодательству России это возможно только после завершения расследования, которое продолжал вести Следственный комитет РФ.
3 апреля 2017 года появились сообщения о том, что «Генеральная прокуратура Польши выдвинула обвинения в адрес российских диспетчеров и „третьего лица“ в умышленном провоцировании крушения самолёта Ту-154 бывшего президента Леха Качиньского в Смоленске». На пресс-конференции в Варшаве заместитель генерального прокурора Польши Марек Пощенек (пол. Marek Poschenek) заявил, что действия диспетчеров были умышленными.

### Повторное расследование Польши
После победы партии «Право и справедливость» на парламентских выборах в 2015 году новое правительство предприняло ещё одно парламентское расследование, во главе которого поставило министра обороны Антония Мацеревича. Вопрос о Смоленской катастрофе был возвращён в повестку дня правительства. Новый министр иностранных дел Витольд Ващиковский объявил, что Польша будет судиться с Россией из-за утаивания российской стороной части обломков самолёта. Консул Парламентской ассамблеи Европы назначил специального докладчика по расследованию, который проведёт расследование по поводу того, законно ли удерживание обломков и других доказательств российской стороной.
25 ноября 2015 года спикер правительства Элжбета Витек (пол. Elżbieta Witek) потребовала отдать бывшего премьер-министра Дональда Туска под суд за его участие в авиакатастрофе. Адам Липинский (пол. Adam Lipiński) из канцелярии премьер-министра Польши обвинил Туска в халатности и слабоволии при проведении расследования. Заместитель министра культуры Ярослав Селлин (пол. Jarosław Sellin) заявил об абсолютной уверенности во взрывах на борту самолёта и о том, что подлинные причины авиакатастрофы президента ещё не установлены.
В ноябре 2015 года правительство закрыло веб-сайт faktysmolensk.gov.pl, созданный государственными органами при кабинете Туска для популярного объяснения результатов официальных расследований. Объяснений закрытию сайта не было предоставлено, но вскоре в интернете появилась независимая копия сайта.
Президент Польши Анджей Дуда отправил письменное обращение участникам четвёртой смоленской конференции, прошедшей 14 ноября 2015 года в Варшаве. Он назвал официальные российские и польские доклады «простыми гипотезами» по контрасту с доказательствами и заявил, что расследование авиакатастрофы не закончено.
В 2016 году средства массовой информации Польши сообщили об инициации повторного расследования причин авиакатастрофы под Смоленском.
В феврале 2016 года Мацеревич объявил об официальном открытии нового расследования и о том, что предыдущие расследования «пестрят ошибками». Он снова выразил уверенность, что самолёт разрушился в воздухе перед ударом о землю. Позднее Антоний Мацеревич высказал мнение о том, что причиной катастрофы был теракт.
14 ноября 2016 года тело погибшего президента Качиньского было эксгумировано в связи с расследованием.
В 2017 году Польша сообщила о наличии звука взрыва на записи речевого самописца самолёта.
По сообщениям польской прессы, эксперты подкомиссии пришли к выводу о двух взрывах на борту лайнера, который разрушился ещё в воздухе.
В апреле 2017 года подкомиссия по расследованию Смоленской катастрофы представила часовой фильм с результатами своей работы. Им удалось установить, что самолёт начал разрушаться в воздухе ещё до столкновения с наземными объектами, приблизительно за 900 метров. Также отмечается, что двери левого борта самолёта имели значительно большую скорость при столкновении с землёй, чем основная часть самолёта, что даёт основания предполагать наличие дополнительного источника ускорения.
В январе 2018 года польская подкомиссия по расследованию объявила о нескольких взрывах на борту самолёта. В феврале подкомиссия представила предварительные выводы, подтвердив предыдущие заявления. Глава предыдущей комиссии Мацей Ласек (пол. Maciej Lasek) объявил эти заявления «иллюзиями» и «пропагандой».
В апреле 2018 года подкомиссия аннулировала официальный отчёт о причинах катастрофы, который был представлен в 2011 году правительственной комиссией МВД Польши под руководством Ежи Миллера. Подкомиссия опубликовала доклад, что самолёт разрушился ещё в воздухе из-за взрыва, а российские авиадиспетчеры ввели в заблуждение пилотов об их местонахождении при подлёте к взлётно-посадочной полосе.
25 апреля 2018 года был опубликован технический отчёт комиссии повторного расследования причин авиакатастрофы. Причиной катастрофы в нём назван взрыв в крыле самолёта до его падения на землю.
10 апреля 2019 года, в день 9-й годовщины катастрофы, председатель подкомиссии по расследованию смоленской авиакатастрофы Антоний Мацеревич в эфире «Polskie Radio 24» заявил, что пассажиры и члены экипажа правительственного самолёта Ту-154M погибли в результате взрыва, а не удара о землю; он сослался на результаты дополнительной экспертизы, проведённой британскими экспертами.
31 июля 2020 года комиссия представила в Сейме фильм, в котором утверждается, что тротил, якобы ставший причиной катастрофы, был заложен в самолёт во время его ремонта в России.

#### Исследования
На основании анализа полетных данных было определено, что взрыв в крыле произошел почти за 100 м до березы, с которой, по данным МАК, произошло первое столкновение, а также место взрыва в центроплане на высоте примерно 15-10 м выше земли.
Анализ тел жертв катастрофы показал наличие многочисленных следов послевзрывных повреждений, в том числе многочисленные и тяжёлые ожоги 1/3 тел, разбрасывание останков тел пассажиров 3-го отсека на всём месте крушения, при котором мелкие фрагменты внутренних частей тел лежали в самом начале места крушения.
Подтверждено наличие взрывчатых веществ, идентифицированных польскими, британскими и американскими лабораториями, которые выявили следы гексогена, пентрита и тротила на частях обшивки самолета.
Моделирование столкновения самолета Ту-154М с землёй по параметрам, принятым комиссиями МАК и Миллера, показало принципиальное отличие реального разрушения самолета и расположения останков тел погибших от результатов моделирования.

#### Выводы
Проведение ремонта самолета Ту-154 на российском заводе, принадлежавшем Олегу Дерипаске, имеет ключевое значение. Ремонт проводился под контролем российских спецслужб, что позволило установить внутри самолета взрывное устройство.
Российские авиадиспетчеры, сопровождавшие польский самолёт, предоставляли ложные данные о расстоянии до взлётно-посадочной полосы и курсе, что затрудняло работу пилотов. Польские лётчики действовали последовательно по установленному плану, предприняв контрольный заход на высоту 100 м и уход на второй круг, а затем направив самолёт на запасной аэродром в Витебске. Этот план выполнялся до тех пор, пока не начался уход на второй круг, когда произошли взрывы.
В запланированный момент было взорвано левое крыло с помощью зашифрованного тракта радиопередачи. Самолёт, потеряв подъёмную силу с левого борта, начал вращаться вокруг своей оси. Затем последовал взрыв устройства, размещённого в балластном кессоне. Результатом взрывов стала гибель пассажиров, экипажа и полное разрушение самолета.

#### Реакция
Обозреватель «Новой газеты» Юлия Латынина в 2021 году, на основе промежуточного отчёта из 2018 года, подвергла критике расследование Мацеревича, назвав необоснованными заявления по поводу возможных взрывов на борту самолёта, и поддержала версию о причинах крушения, предложенную комиссией Ежи Миллера.
В 2021 году Апелляционный суд Варшавы подтвердил вердикт от 2019 года (судебный процесс был инициирован в 2014 году родственниками некоторых жертв авиакатастрофы под Смоленском 2010 года), по которому Томаш Арабский, который в качестве главы канцелярии премьер-министра Польши организовывал поездку главы государства в Смоленск в 2010 году, был приговорён к 10 месяцам тюремного заключения условно за ненадлежащее поведение.
Другой бывший сотрудник канцелярии премьер-министра был приговорен к 6 месяцам лишения свободы условно.
В 2023 году Верховный суд Польши отменил приговор в отношении Арабского.

##### Репортаж телеканала TVN24
В сентябре 2022 года журналист Пётр Сверчек в репортаже телеканала TVN24 заявил о существовании фактов, опровергающих выводы повторного расследования. Журналист обвинил Подкомиссию в намеренном скрытии или искажении этих данных. Он считает, что принятие версии об убийстве способствует укреплению «националистической базы» правящей партии «Право и справедливость», в которую входит глава Подкомиссии Мацеревич. Подкомиссия отвергла эти обвинения.
Основным доводом Сверчека является доклад американского авиационного института NIAR. Подкомиссия ответила, что опубликовала все результаты моделирования NIAR в соответствии с контрактом, показав последствия падения самолёта на землю согласно предположениям комиссии Миллера.

#### Ликвидация Подкомиссии
В декабре 2023 года Министерство национальной обороны ликвидировало Подкомиссию и в январе 2024 года назначило группу для оценки её работы.
Глава Подкомиссии Антоний Мацеревич заявил, что глава Министерства обороны Польши Владислав Косиняк-Камыш решил прекратить расследование незаконно и решил продолжить работу комиссии до августа 2024 года.
Впоследствии Министерство национальной обороны пояснило, что согласно правовому статусу, единственным обязательным документом, определяющим ход и причины катастрофы, следует считать отчёт Комиссии по расследованию авиационных происшествий Государственной авиации МВД Польши от 2011 года.

## Последствия для Польши

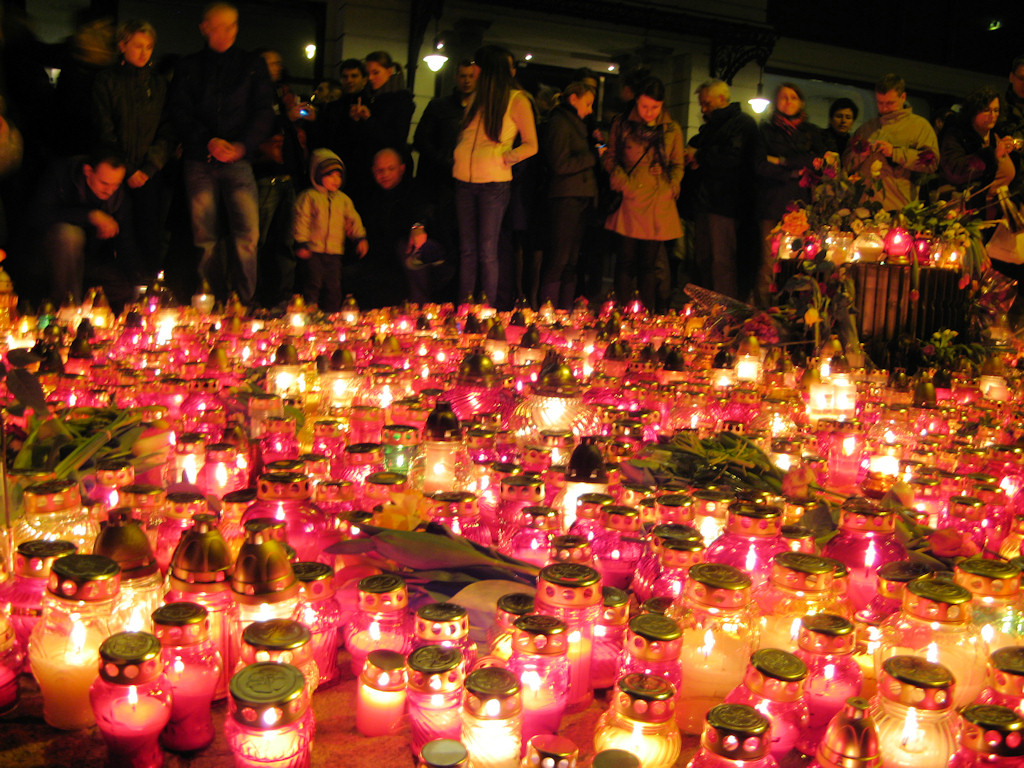
Свечи и цветы на Королевском тракте в Варшаве

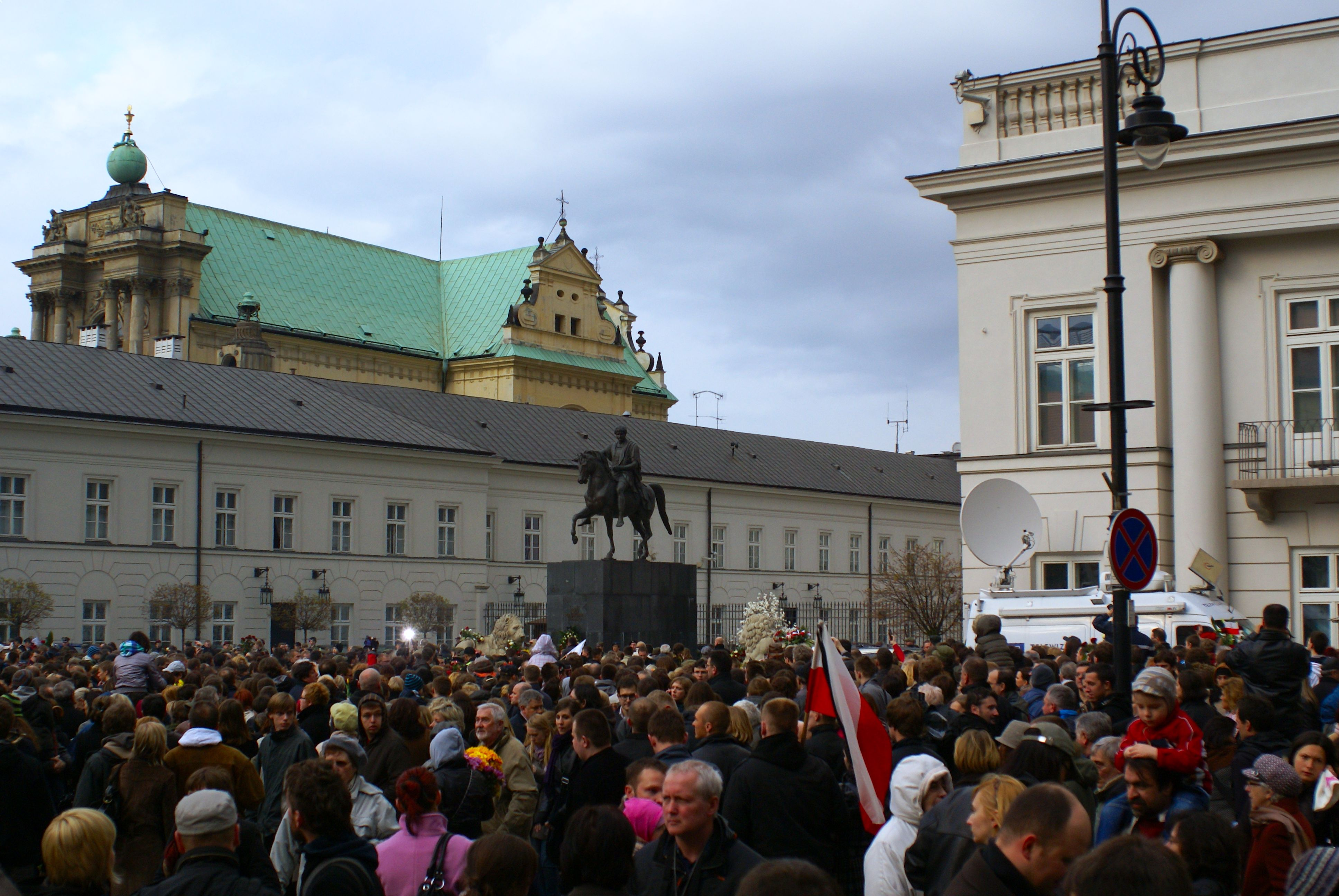
Около Президентского дворца в Варшаве. 10 апреля 2010 года

В связи с авиакатастрофой в Польше был объявлен семидневный общенациональный траур (до 16 апреля). Впоследствии траур был продлён до 18 апреля, так как на этот день были назначены похороны Леха Качиньского и его супруги Марии в Краковском замке Вавель.
В соответствии со статьёй 131 Конституции Польши Маршал Сейма Бронислав Коморовский временно принял полномочия главы государства. Досрочные выборы президента Польши были назначены на 20 июня (второй тур состоялся 4 июля); президентом был избран Коморовский, нанёсший во втором туре поражение Ярославу Качиньскому.
Премьер-министр Польши Дональд Туск созвал экстренное заседание Правительства Польши.
Церемония прощания с погибшими в авиакатастрофе состоялась 17 апреля в Варшаве. 18 апреля в Кракове прошли похороны Леха и Марии Качиньских. На них ожидалось присутствие иностранных делегаций из 98 стран, в том числе президентов США и России, канцлера Германии и других. Однако многие делегации были вынуждены отказаться от запланированного участия в похоронах в связи с закрытием воздушного пространства из-за облака пепла над Европой, образовавшегося в результате извержения вулкана Эйяфьядлайёкюдль в Исландии.
По итогам расследования было принято решение о расформировании 36-го специального транспортного авиационного полка ВВС Польши, которое вступило в силу 3 января 2012 года. Решением правительства обязанности по перевозке первых лиц Польши были переданы национальной гражданской авиакомпании LOT, для чего были куплены 2 самолёта Embraer E175. Второй находившийся в парке 36-го СТАП авиалайнер Ту-154М борт 102 (на момент катастрофы проходил капитальный ремонт в Самаре) в августе 2011 года был выведен из эксплуатации и 26 октября был поставлен на хранение в аэродроме Миньск-Мазовецки.
В 2022 году Сейм Республики Польша принял резолюцию о признании России государством, поддерживающим терроризм, в которой возложил ответственность за катастрофу на Россию.

## Международная реакция
Президент России Дмитрий Медведев направил соболезнования Маршалу Сейма Польши Брониславу Коморовскому и выступил с обращением к польскому народу в связи с гибелью Леха Качиньского. По распоряжению президента России Дмитрия Медведева, день 12 апреля 2010 года был официально объявлен днём национального траура.
Среди прочих, соболезнования польскому народу в связи с гибелью президента Польши выразили:
- президент Украины Виктор Янукович[211],
- президент Казахстана Нурсултан Назарбаев[212],
- президент Беларуси Александр Лукашенко[213],
- президент Узбекистана Ислам Каримов[214],
- председатель Европейского парламента Ежи Бузек[215],
- канцлер Германии Ангела Меркель[216],
- президент Афганистана Хамид Карзай[217],
- президент Австрии Хайнц Фишер[218].

Руководства Эстонии, Латвии и Литвы также выразили соболезнования народу Польши. Свои соболезнования в связи с гибелью первых лиц Польши выразило руководство Израиля. Королева Великобритании Елизавета II также выразила глубочайшее соболезнование всему польскому народу в связи с катастрофой. К соболезнованиям присоединился и принц Уэльский Чарльз.
В связи с трагической гибелью президента Польши и его супруги, а также представителей правительства и парламента Польши в авиакатастрофе в Смоленске, 11 апреля в Грузии, по распоряжению президента Грузии Михаила Саакашвили, официально объявлен днём траура. Леху Качиньскому посмертно присвоено звание национального героя Грузии.
18 апреля в Азербайджане почтили память президента Польши Леха Качиньского минутой молчания. Президент страны Ильхам Гейдар Алиев лично посетил вместе с супругой Мехрибан Алиевой посольство Польши в Баку и выразил свои глубокие соболезнования польскому народу.
В Польше объявлен общенациональный семидневный траур по погибшим в авиакатастрофе, трёхдневный траур — в Литве (кроме того, повторно траурным днём в Литве объявлен день похорон польского президента) и Бразилии. Кроме России, 12 апреля было объявлено днём траура в странах ЕС и на Украине. 12 апреля 2010 года депутат партии «Право и Справедливость» Артур Гурский заявил, что Россия ответственна за катастрофу, причём не только в моральном смысле; в интервью газете «Nasz Dziennik» депутат сказал: «Я практически уверен, что россияне нас обманывают». На следующий день Артур Гурский через газету «Новые Известия» попросил прощения у российского руководства за слова, сказанные «в состоянии глубокого шока».
12 апреля 2010 года президент России Дмитрий Медведев посетил посольство Польши в Москве, возложил цветы к фотографии президента Леха Качиньского и его супруги Марии, оставил запись в книге соболезнований: «Страшная трагедия — гибель в авиакатастрофе президента Республики Польша Леха Качиньского, его супруги Марии, руководителей польского государства, депутатов, религиозных и общественных деятелей — потрясла народ России». 18 апреля 2010 года Дмитрий Медведев принял участие в церемонии похорон Леха и Марии Качиньских в Кракове.

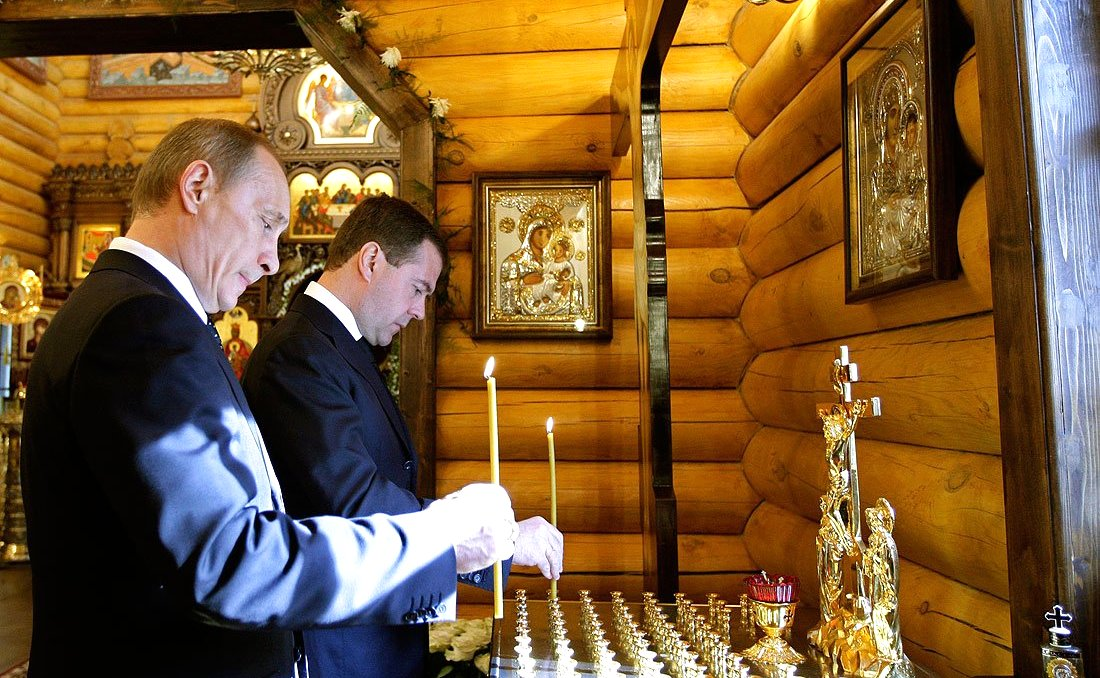
Владимир Путин и Дмитрий Медведев ставят свечи в часовне на территории резиденции главы государства в память о погибших в катастрофе
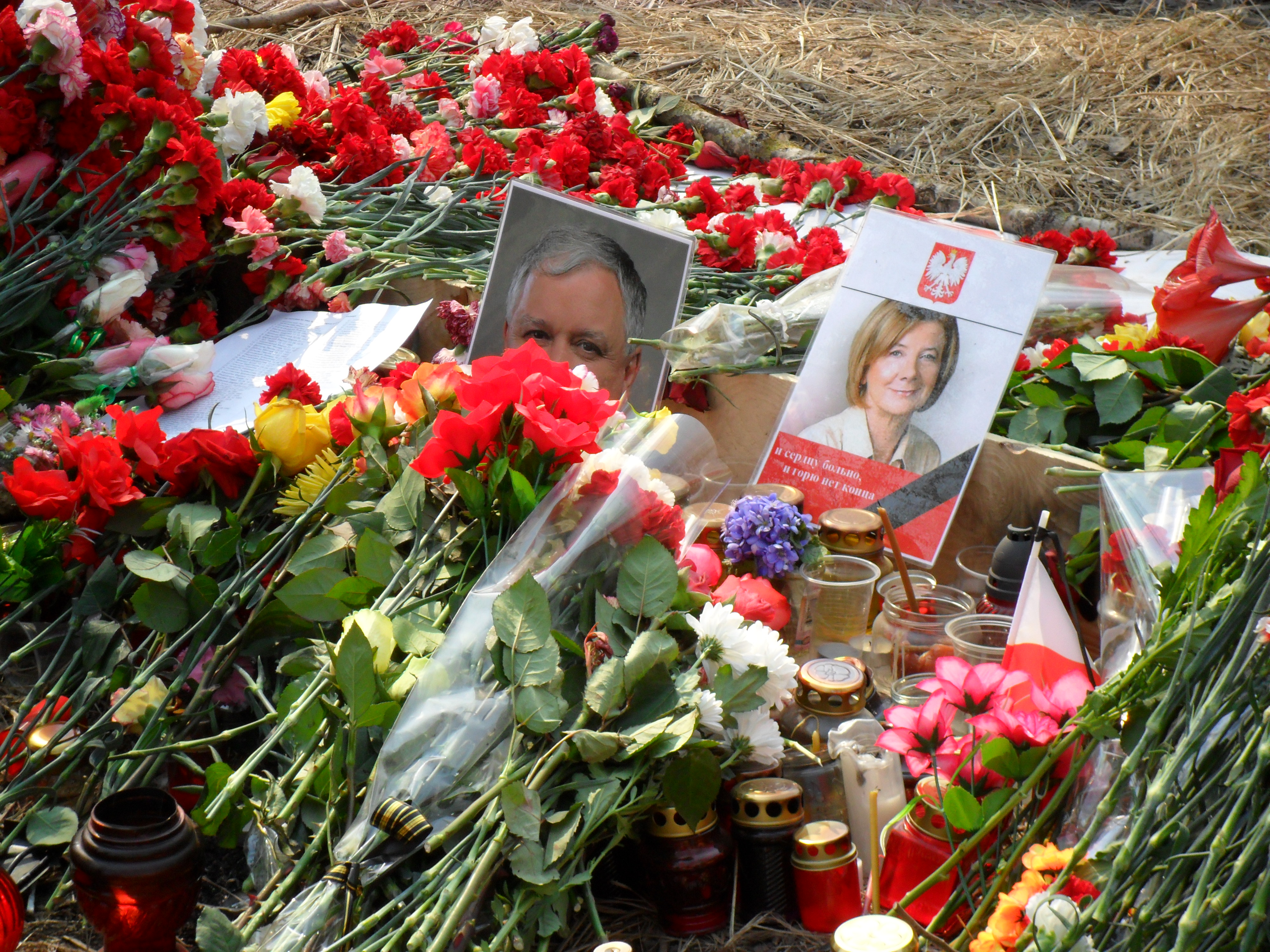
Стихийная мемориальная площадка в Смоленске рядом с местом катастрофы. Надпись на фотографии Марии Качиньской: «И сердцу больно, и горю нет конца»
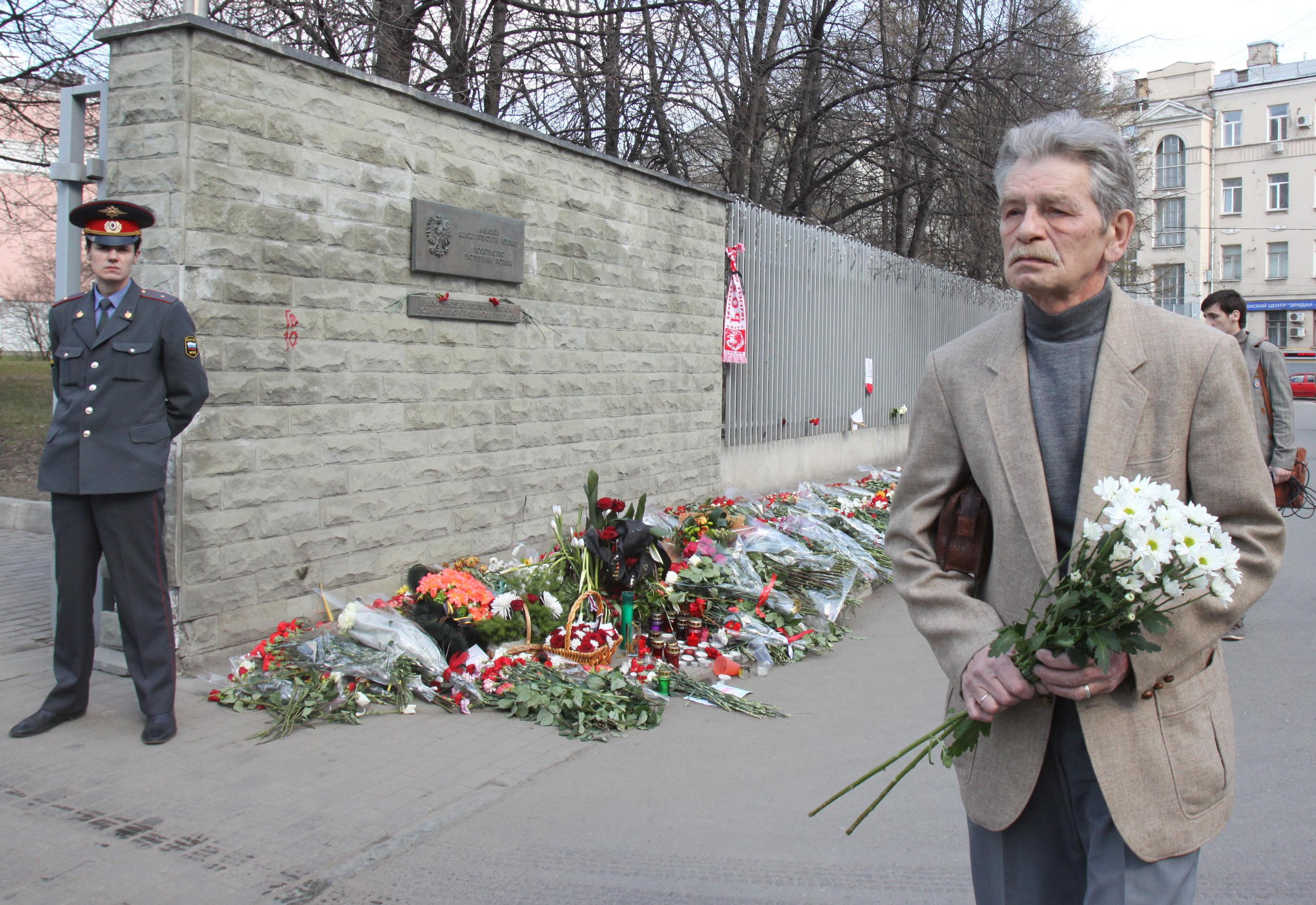
У Посольства Польши в Москве. 12 апреля 2010 года
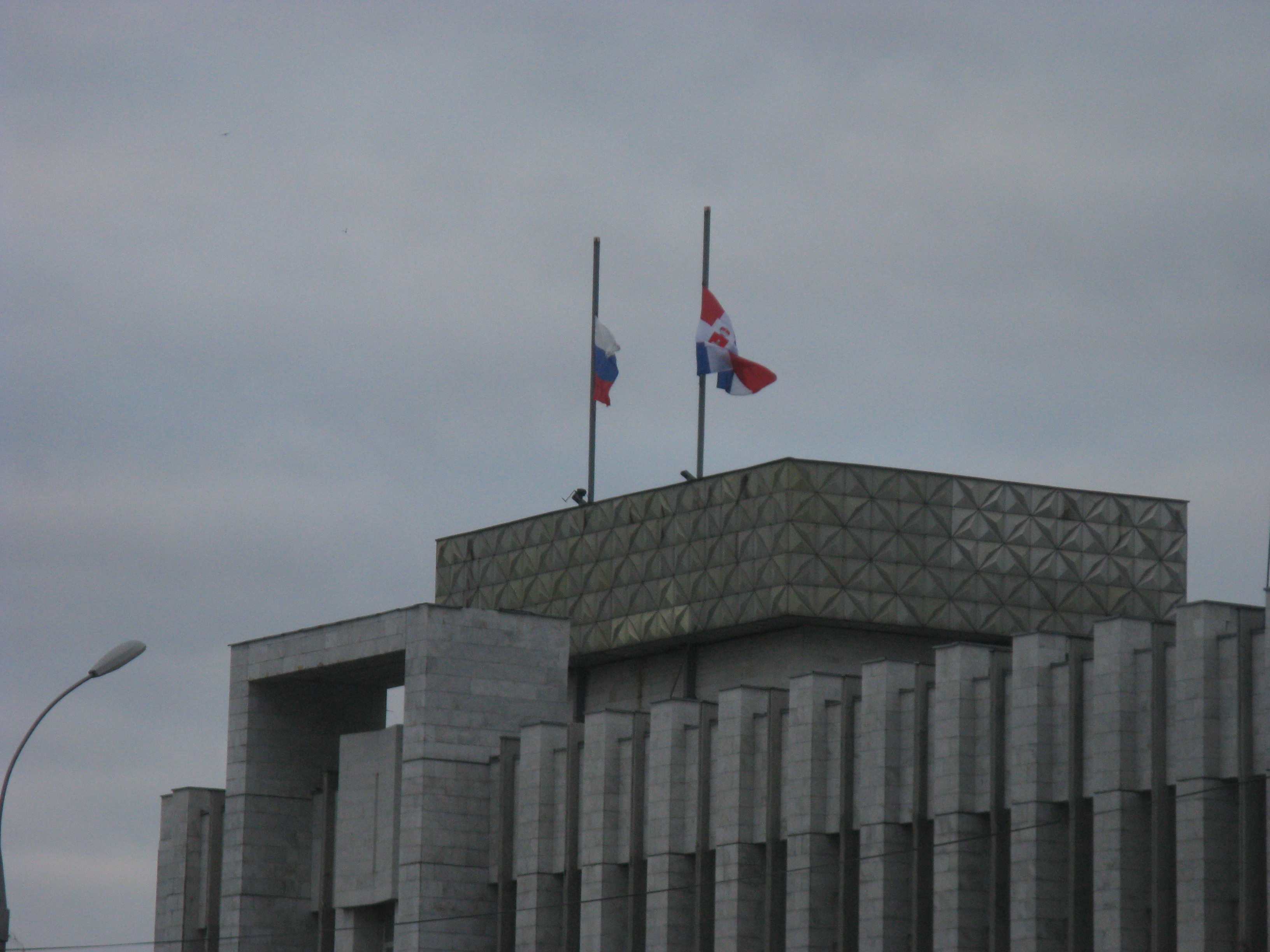
Траур в России 12 апреля 2010 года. Пермь

## Теории заговора
Непосредственно после катастрофы в прессе появились различные спекуляции и гипотезы о том, что катастрофа самолёта произошла в результате умышленных действий третьих лиц (российской стороны самостоятельно либо в сговоре с премьером Дональдом Туском). Впоследствии вышел ряд книг с подобными утверждениями. Через два года после катастрофы на заседании парламента Ярослав Качиньский высказал обвинения Туску: «Всё, что произошло до катастрофы, — это ваша вина. Это результат вашей политики. В политическом смысле вы на 100 % виноваты в смоленской катастрофе». Версия о теракте была представлена в вышедшем в 2016 году художественном фильме Антония Краузе «Smoleńsk».
Кроме того, бытует ряд сопутствующих теорий: убийство выживших пассажиров из огнестрельного оружия, звонок с телефона Леха Качиньского непосредственно после катастрофы, сокрытие или искажение российской стороной данных, связанных с катастрофой.
В качестве непосредственной причины катастрофы чаще всего называют взрыв на борту либо другие внешние факторы (введение в заблуждение пилотов, искусственный туман, радиолокационное воздействие и т. д.), а мотива — устранение Леха Качиньского внутренними (Дональд Туск), внешними (российское руководство и лично Владимир Путин) политическими противниками или сговор обеих сторон.
Наиболее активным из высокопоставленных сторонников подобных теорий является бывший министр обороны Польши Антоний Мацеревич, возглавлявший парламентскую комиссию по изучению причин катастрофы, а 4 февраля 2016 года создавший подкомиссию по повторному рассмотрению причин катастрофы при Комиссии исследования авиационных происшествий государственной авиации. Обе комиссии были нацелены на опровержение официальных результатов следствия и поиски доказательств теракта. В частности, в 2016 году была инициирована эксгумация останков жертв катастрофы.
Несмотря на отсутствие доказательств и неоднократное прямое опровержение версии теракта прокуратурой и следственными комиссиями, теории «смоленского покушения» сохраняют определённую популярность в польском обществе и среди высшего руководства партии «Право и справедливость». Согласно опросу, проведённому в апреле 2015 года государственным Центром исследования общественного мнения, лишь 20 % поляков считало, что причины катастрофы установлены полностью. 53 % было убеждено, что ответственность несёт и польская, и российская сторона, а ещё 19 % обвиняли исключительно российскую сторону. Восемь процентов поляков были согласны с утверждением, что Лех Качиньский мог погибнуть в результате теракта, а 23 % допускали такую возможность (среди избирателей PiS — 20 и 38 %, соответственно).

## Память

### Увековечение памяти всех погибших в катастрофе

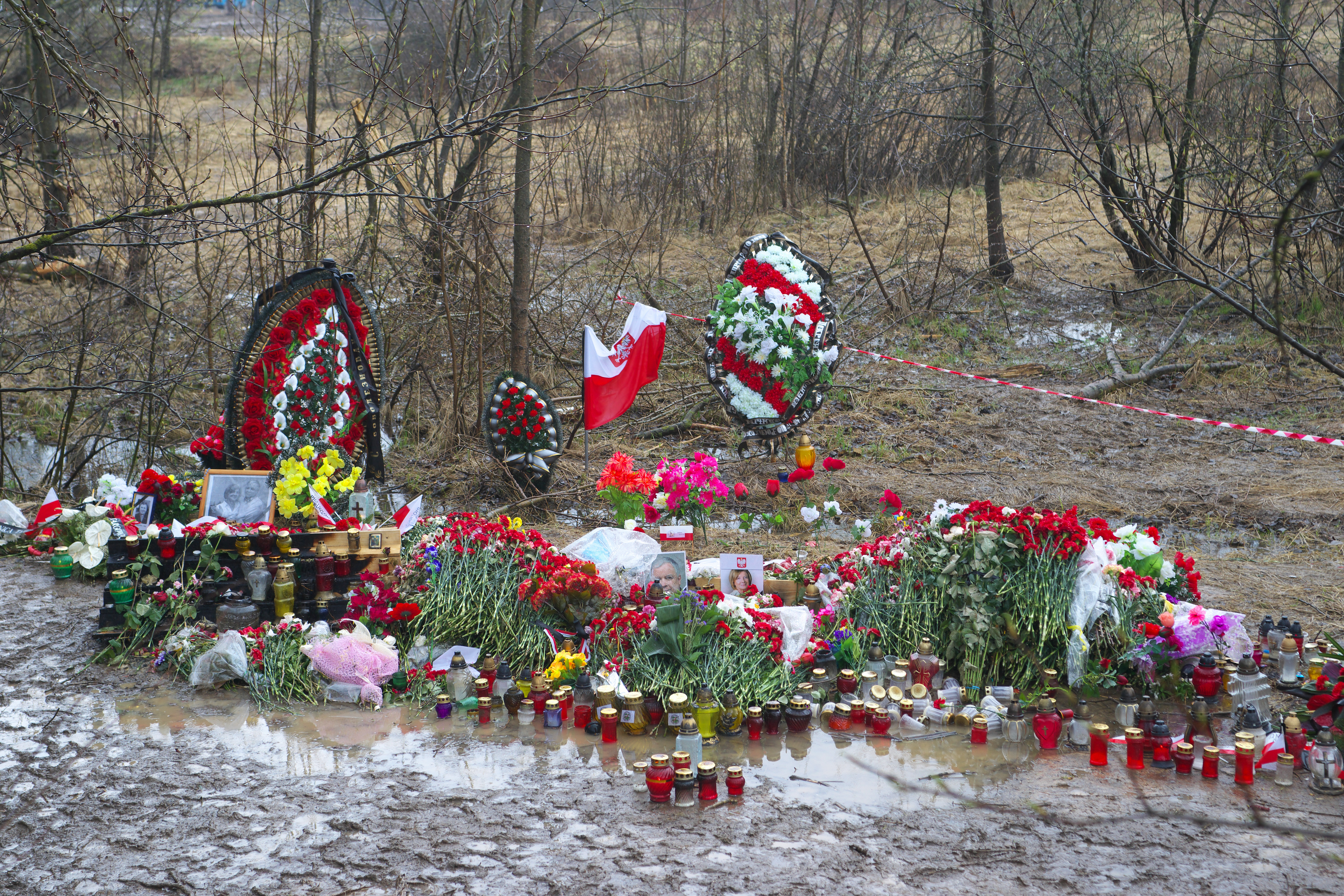
Мемориал на месте катастрофы

- Мемориал на месте катастрофыПамятник в Варшаве на площади Маршала Юзефа Пилсудского, неподалёку от Могилы Неизвестного Солдата[источник не указан 74 дня].
- В память о погибших установлен мемориал в Варшаве на военном кладбище (Повонзки)[источник не указан 74 дня].
- В память о погибших установлен памятный знак на месте падения самолёта[источник не указан 74 дня].
- Мемориальная доска в монастыре на Ясной Горе в Ченстохове[источник не указан 74 дня].

### Увековечение памяти отдельных лиц
В память о Лехе Качиньском названы:
- Небольшой участок улицы Польской, расположенной в центральной части Одессы, был переименован в улицу Качиньского. Она соединяет Дерибасовскую улицу с улицей Бунина и занимает по протяжённости два квартала[244].
- В городе Хмельницкий (Украина) улица Урицкого была переименована в улицу Леха Качиньского[245].
- В Житомире[246] часть улицы Черняховского была переименована на улицу Леха Качиньского. На фасаде одного из домов открыта мемориальная доска[247].
- Одна из улиц Тбилиси[248].
- Одна из улиц в Кишинёве[249].
- Принято решение о переименовании в честь Леха Качиньского улицы в Вильнюсе[250].
- Во многих городах Польши присвоение улицам имени Леха Качиньского утверждено или обсуждаются: в Ольштыне[251], Лодзи[252], Кельце[253], Висле[254], Сейнах[255].

В память о супругах Лехе и Марии Качиньских названы:
- Одна из улиц в Батуми[256].
- Парк в Батуми[257]
- Бывший Южный парк в Сопоте[258].
- Парк в Гдыне[259].
- Больница в Эмбассо в Габоне[260].

В память людей, погибших в авиакатастрофе, установлено более 80 памятников и мемориальных досок на территории Польши, а также 10 мемориальных досок за пределами Польши.

### Документальные и художественные фильмы о катастрофе
| № по порядку | Название                                                       | Оригинальное название                                     | Страна | Дата выпуска                                              | Режиссёр       | Заказчик                                                         |
| ------------ | -------------------------------------------------------------- | --------------------------------------------------------- | ------ | --------------------------------------------------------- | -------------- | ---------------------------------------------------------------- |
| 1.           | «Катынский синдром»                                            | «Катынский синдром»                                       | Россия | 4 июля 2010 года                                          | Михаил Ёлкин   | Первый канал                                                     |
| 2.           | «10.04.10» — Первый фильм о следствии по смоленской трагедии   | «10.04.10» — Pierwszy film śledczy o tragedii smoleńskiej | Польша | 6 апреля 2011 года                                        | Анита Гаргас   | Варшавский оппозиционный еженедельник «Gazeta Polska Codziennie» |
| 3.           | «Гибель Президента» (телесериал «Расследования авиакатастроф») | «Air Crash Investigation: Death Of The President»         | Канада | 27 января 2013 года (Польша), 17 марта 2013 года (Россия) | Сьюзан Райнард | National Geographic Channel                                      |
| 4.           | «Смоленск»                                                     | «Smoleńsk»                                                | Польша | 9 сентября 2016 года (Польша)                             | Антони Краузе  | Fundacja                                                         |